# IForum
iForum — найбільша офлайн-конференція в Україні та Східній Європі, присвячена високим технологіям, бізнесу, цифровій культурі, економіці та маркетингу. З 2009 року відбувається у Києві щорічно (окрім 2020 року, через пандемію Covid-19). У 2022 році проведення конференції скасовано через воєнний стан в Україні. До 2019 року включно iForum проходив у МВЦ, а в 2021 році — у НСК «Олімпійський».  

## Історія
IForum – некомерційний захід, який організовують представники активних компаній ІТ-ринку, що входять до Оргкомітету конференції на волонтерських засадах: Imena.ua/MiroHost, Uamaster, GrouthUp, «Ольшанський і партнери» та інші. Склад оргкомітету постійно оновлюється, в залежності від обраних тем.
Засновниками конференції стали відомі українські інтернет-діячі Олексій Мась та Олександр Ольшанський (голова Оргкомітету).  
У 2011-му Національний реєстр рекордів визнав iForum найбільшою профільною конференцією України. За роки проведення кількість відвідувачів зросла з 1100 до 13 286 людей. У 2021-му конференція прийняла лише 5000 людей через карантинні обмеження на час пандемії Covid-19. 

## Напрями

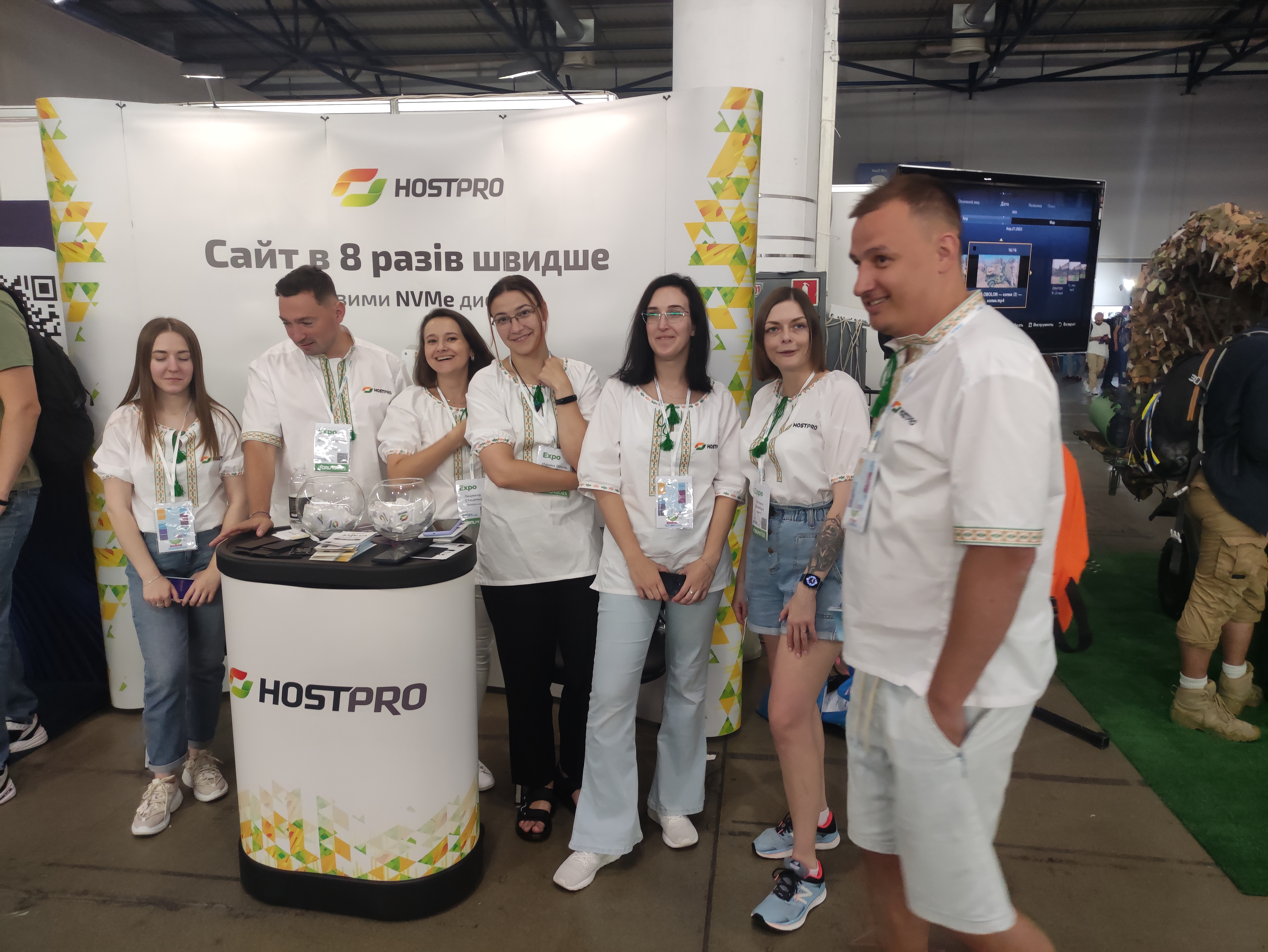
Стенд компанії Хостпро на iForum 2023

Із 4 тематичних напрямів —Інтернет-Бізнес, Інтернет-Реклама, Інтернет-Технології та Web 2.0 — конференція виросла до 10 напрямів. Форум, як живий організм ринку, щороку саморегулює тематику напрямів, відповідно трендам розвитку, тому число тем та інтенсивність обговорення зазнає органічних змін. Останні з нещодавно утворених — Блокчейн та Кіберспорт — користувались неабияким попитом серед відвідувачів конференції.
У 2012 р. на iForum з’явилася зона експо — виставкова локація компаній-учасників, а в 2015-му — спеціальний виставковий проєкт «Місто Майбутнього», в якому демонструвались винаходи та нові розробки чи удосконалення технологічних продуктів. 
У різні роки партнерами конференції виступали впливові гравці бізнесового та ІТ-ринку: Work.ua, LeoGaming, Mastercard, Promodo, Vodafone, Lifecell, Audi, Saga, Ukrsibbank, RaiffeisenBank, Meest, Нова Пошта та ін.

## Доповідачі
Серед популярних українських спікерів у різні роки на конференції виступали — Владислав Чечоткін, Андрій Федорів, Дмитро Дубілет, Олександр Кардаков, Павло Шеремета, Михайло Федорів, Вікторія Тигипко, Михайло Царьов, Уляна Супрун, Гарік Корогодський, Борис Ложкін, Майкл Щур, Юрій Гудименко, Антон Бойко, Павло Вржещ, Макс Нефьодов, Володимир Панченко та безліч інших.
Спікерами конференції у різні роки були не тільки гранди українського бізнесу, інноватори, лідери суспільної думки, але й топчиновники, представники дипломатичних кіл і політики. 
У 2015 році спікером iForum був посол Ізраїлю в Україні Еліав Білоцерковський, а в 2017 році конференцію відкривала пані посол США в Україні Марі Йовановіч. 
У 2019 році на iForum виступив новообраний президент України Володимир Зеленський.

### 2018

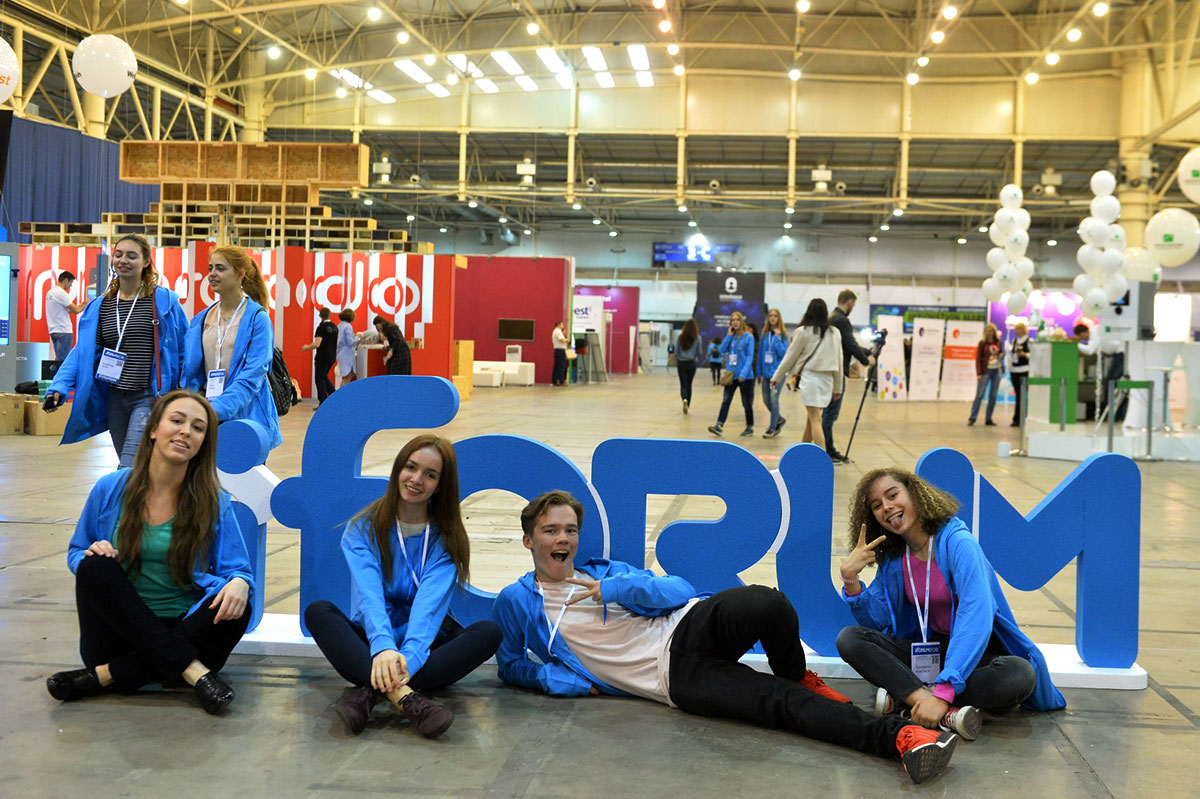
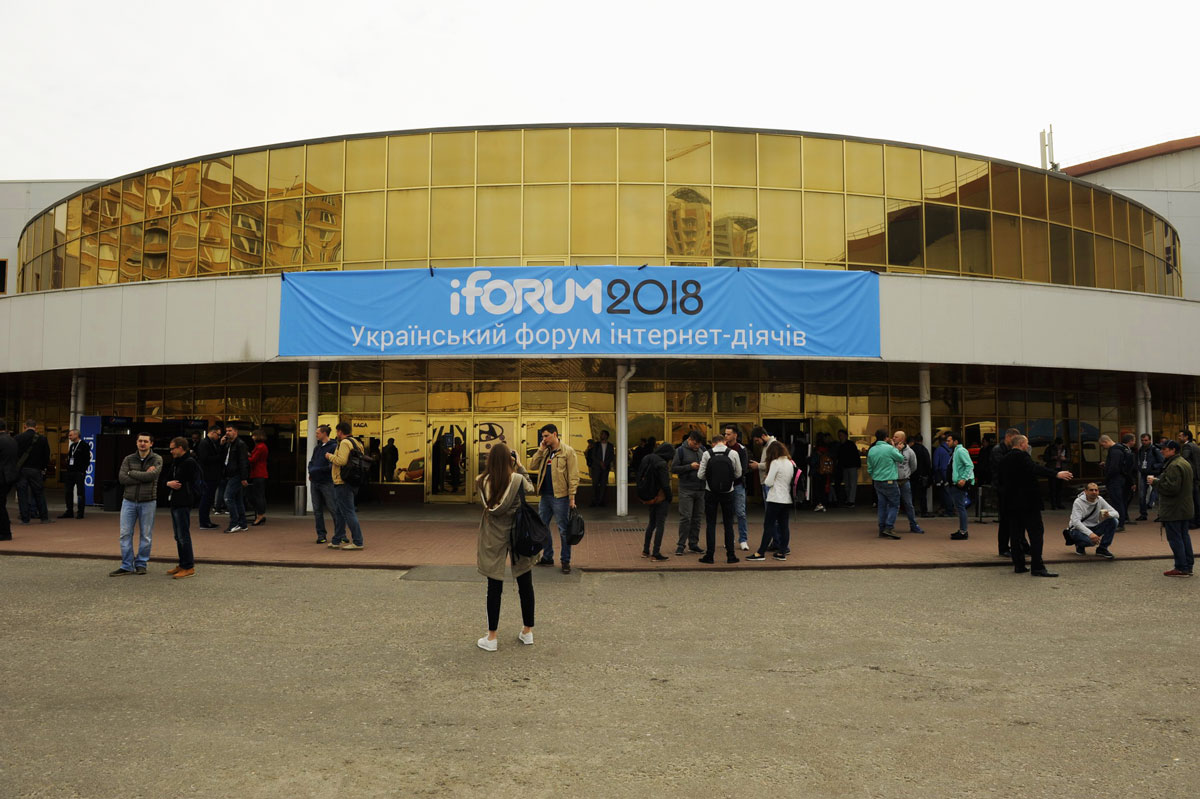
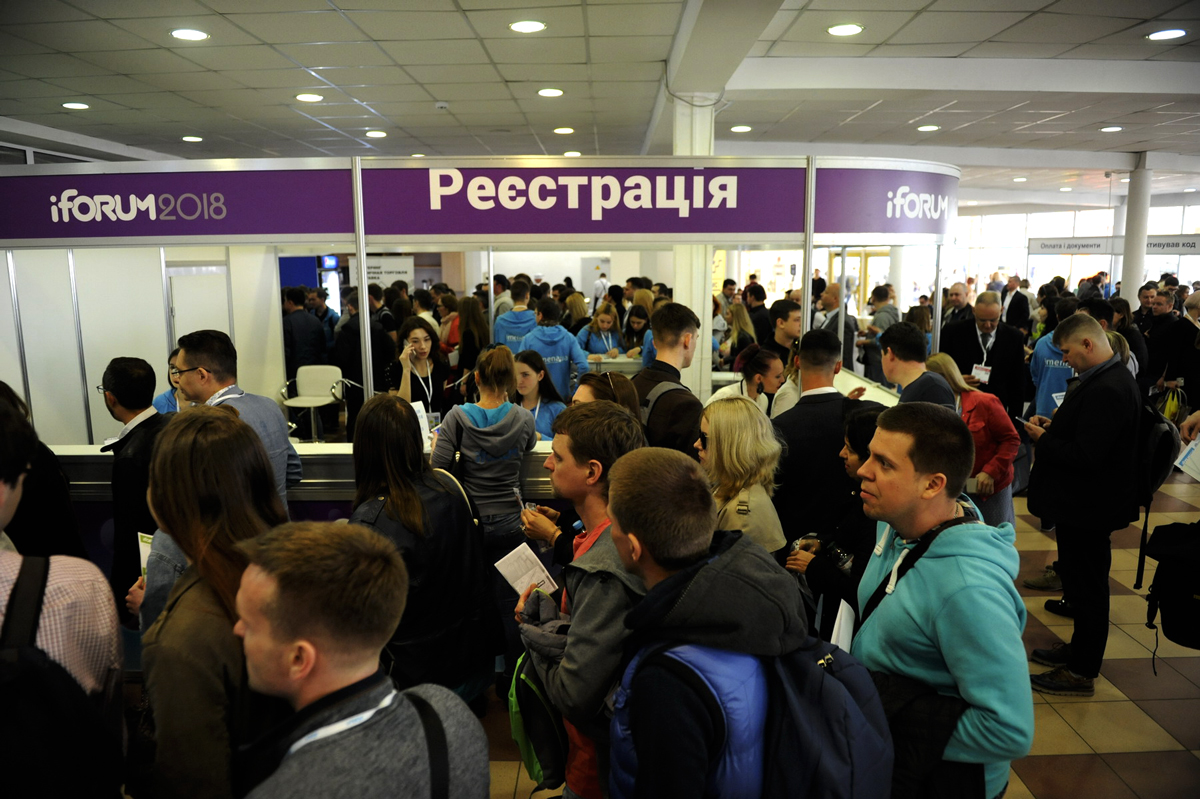
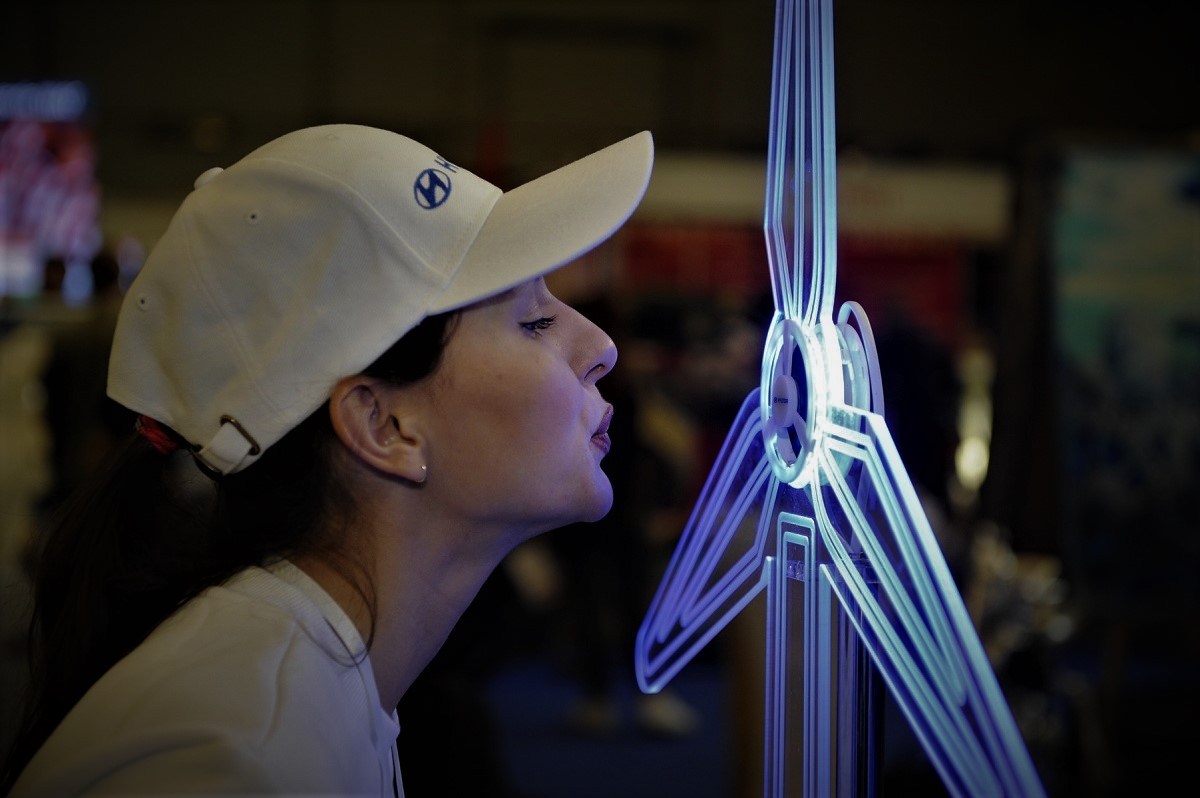
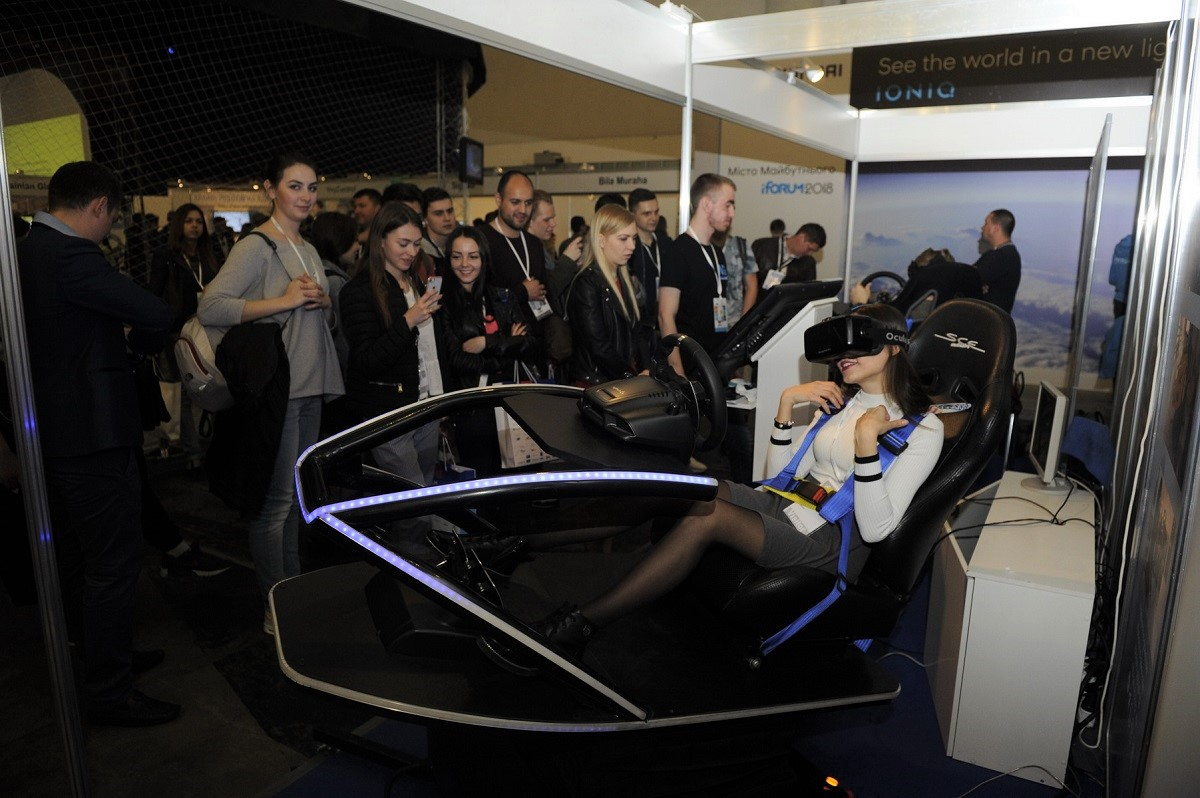
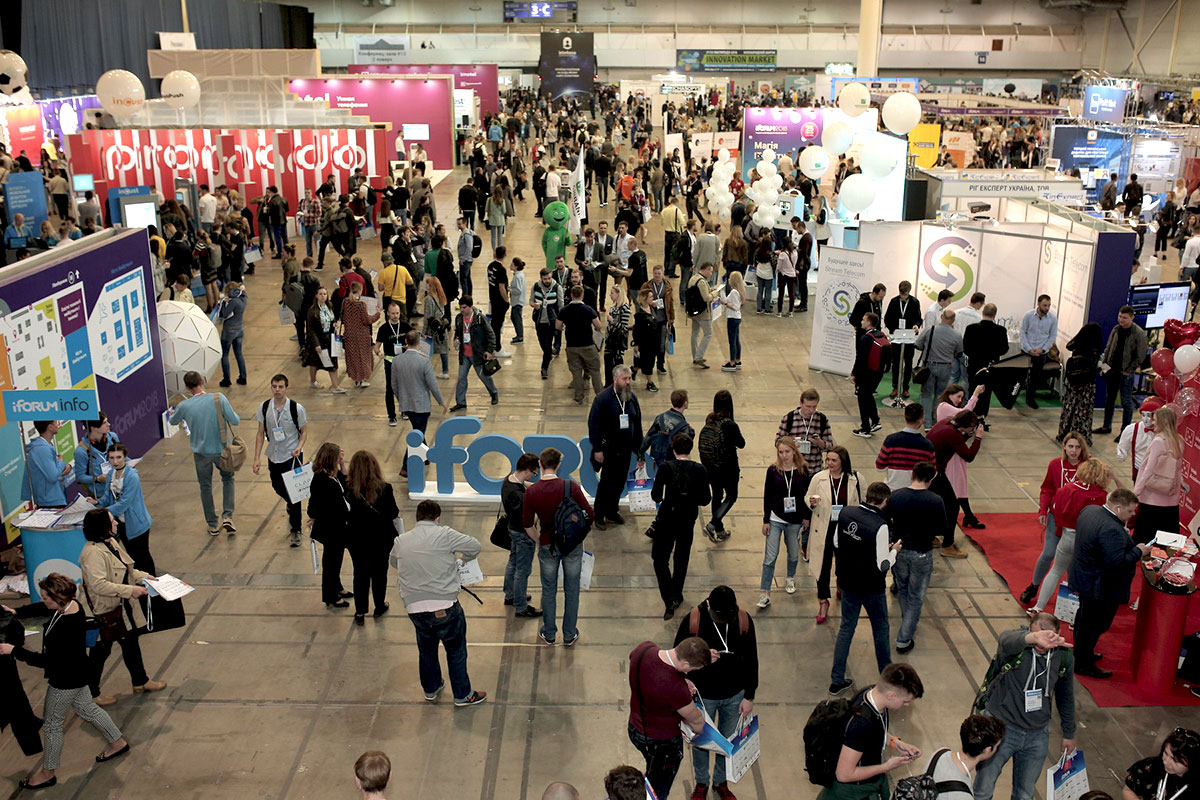
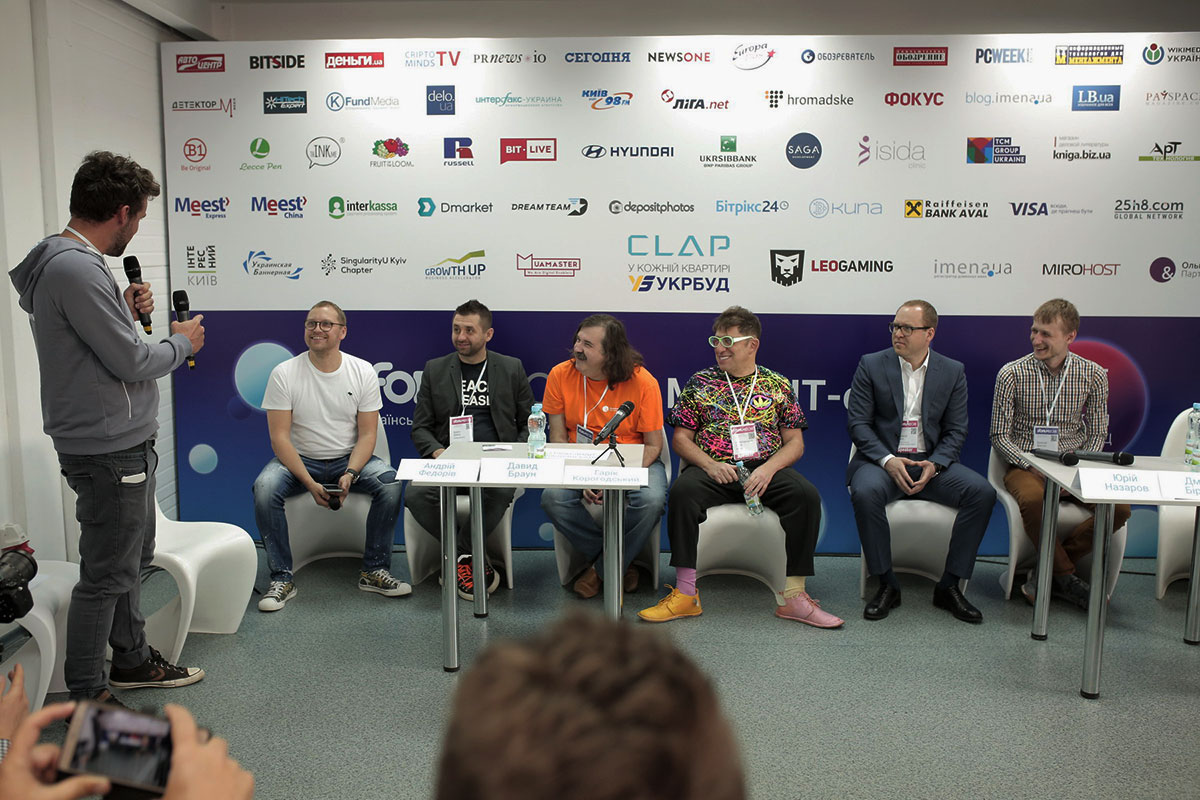
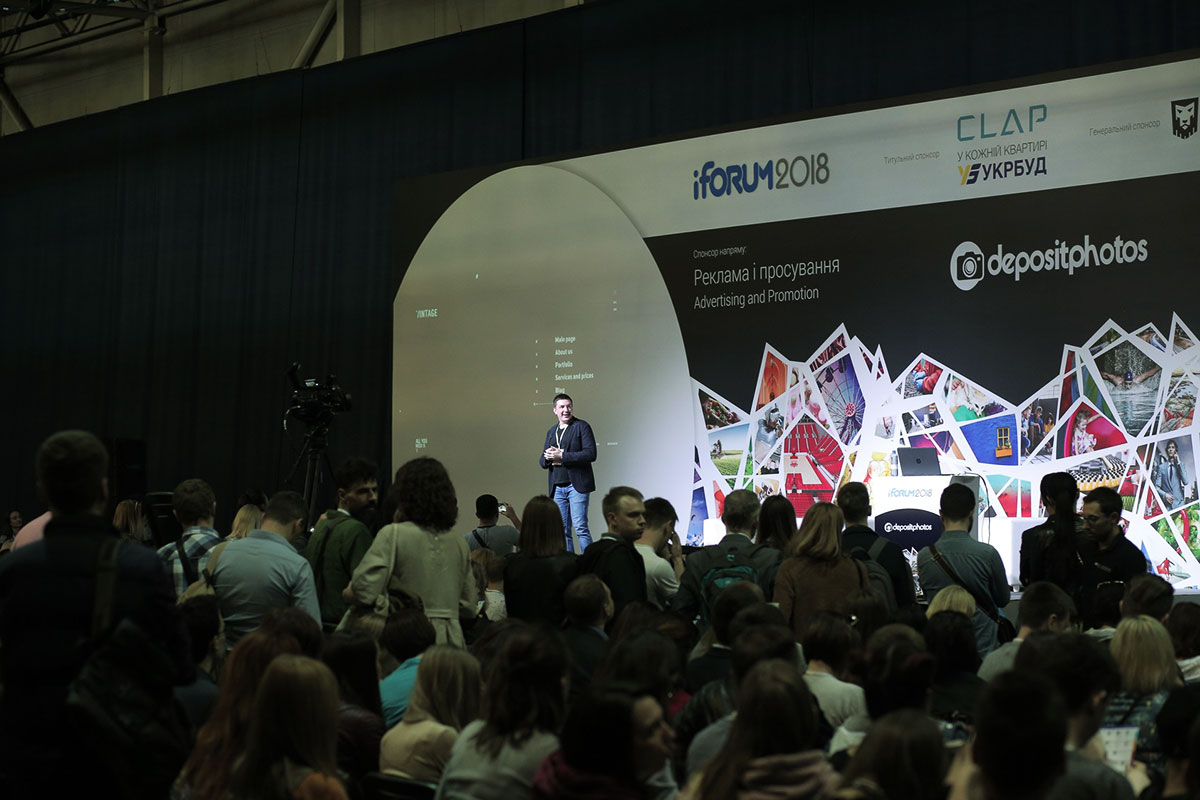
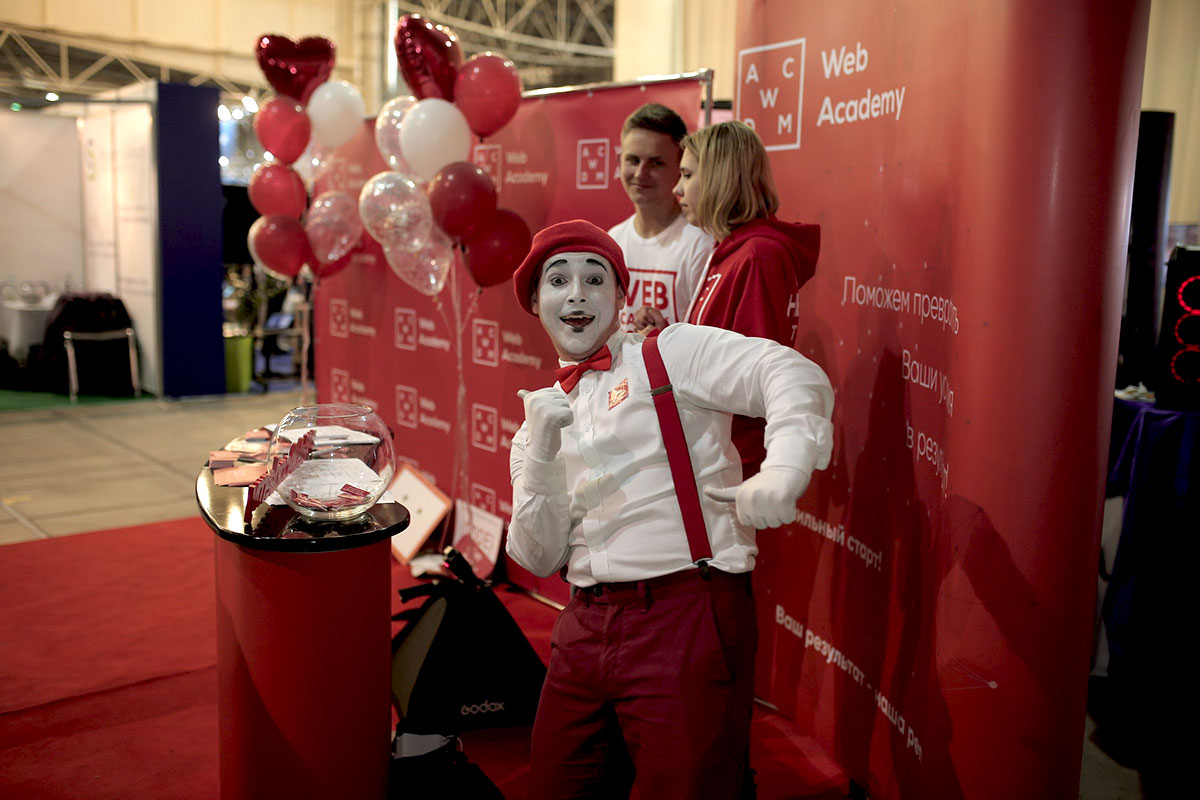
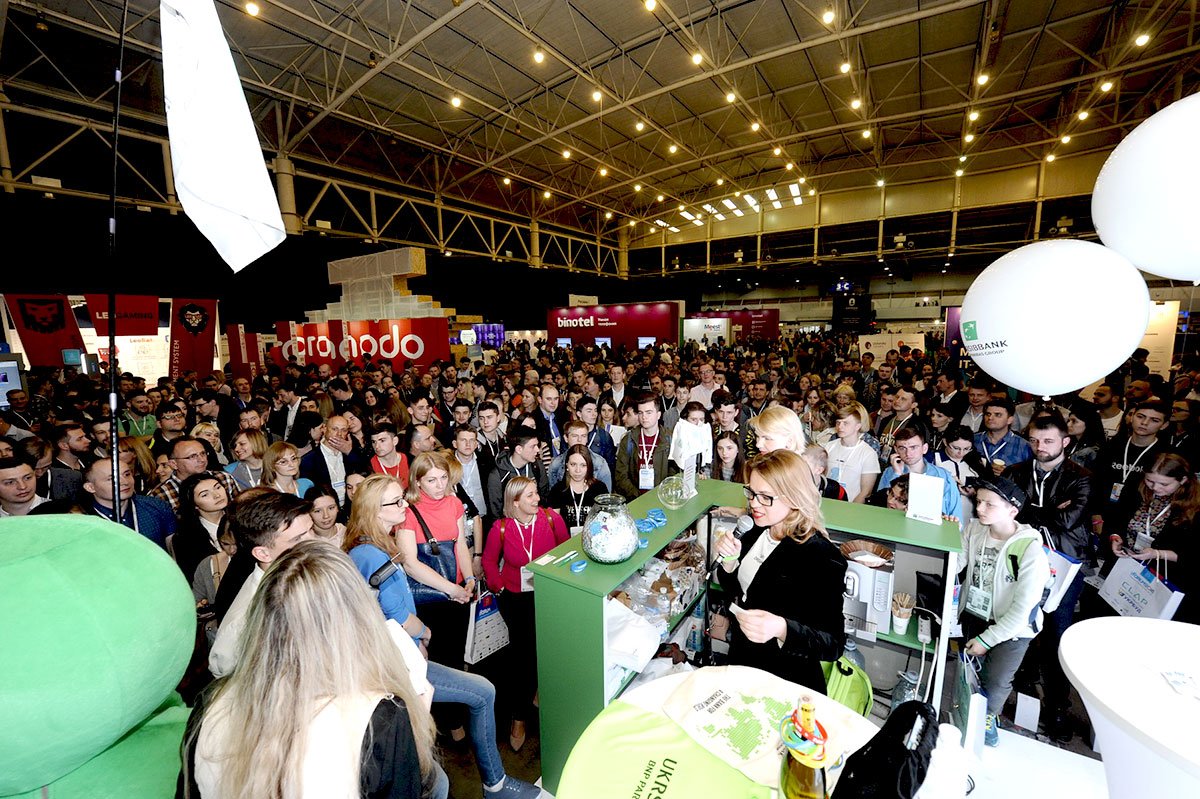
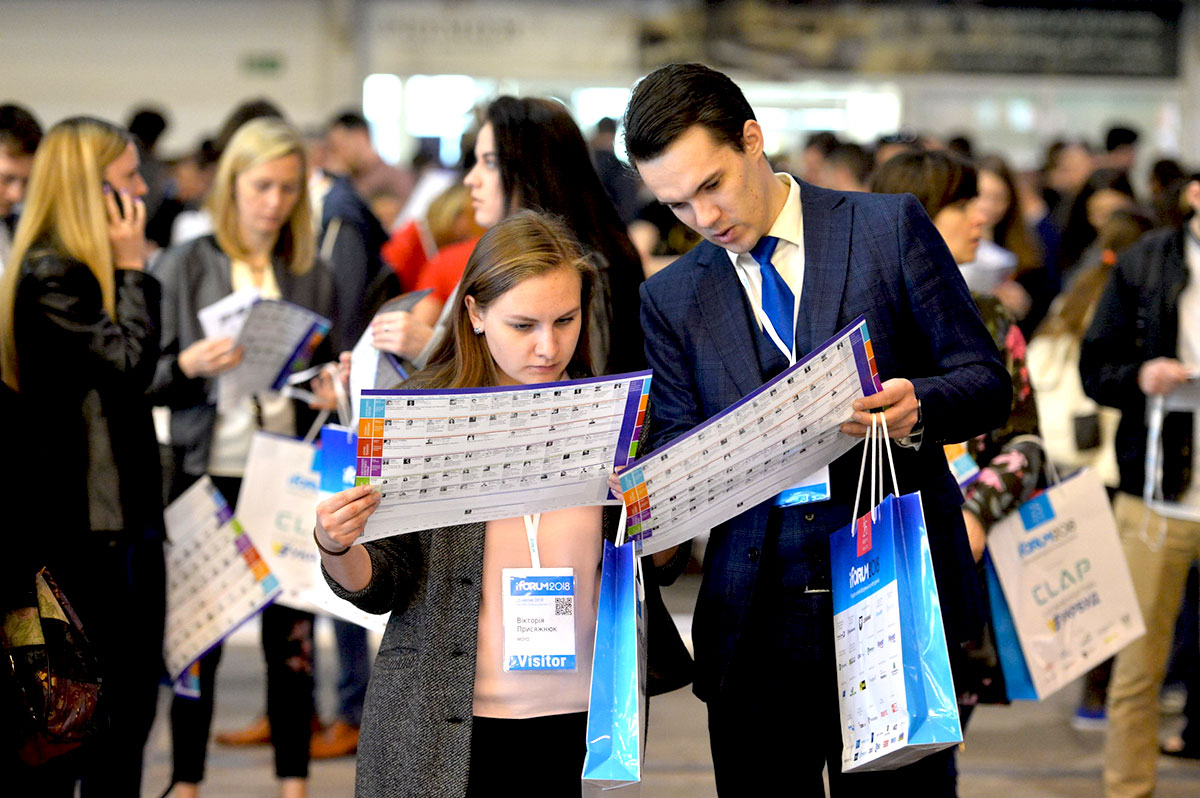
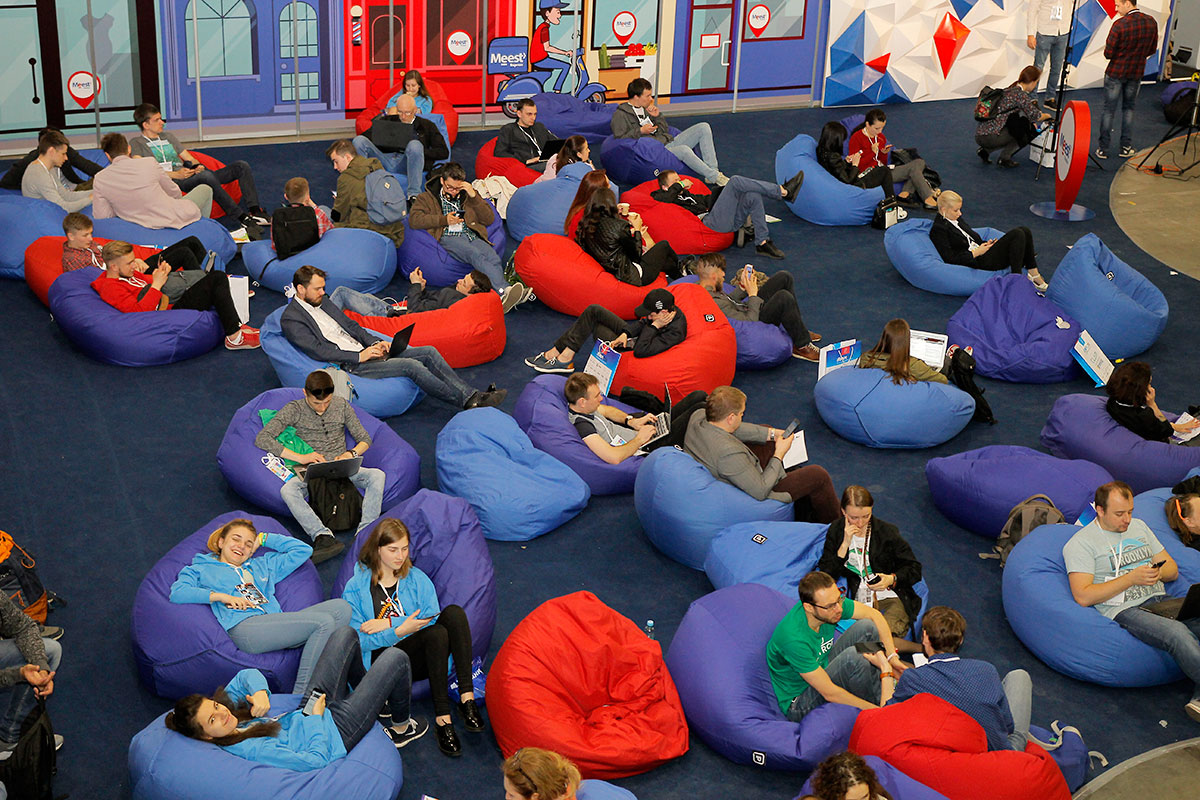
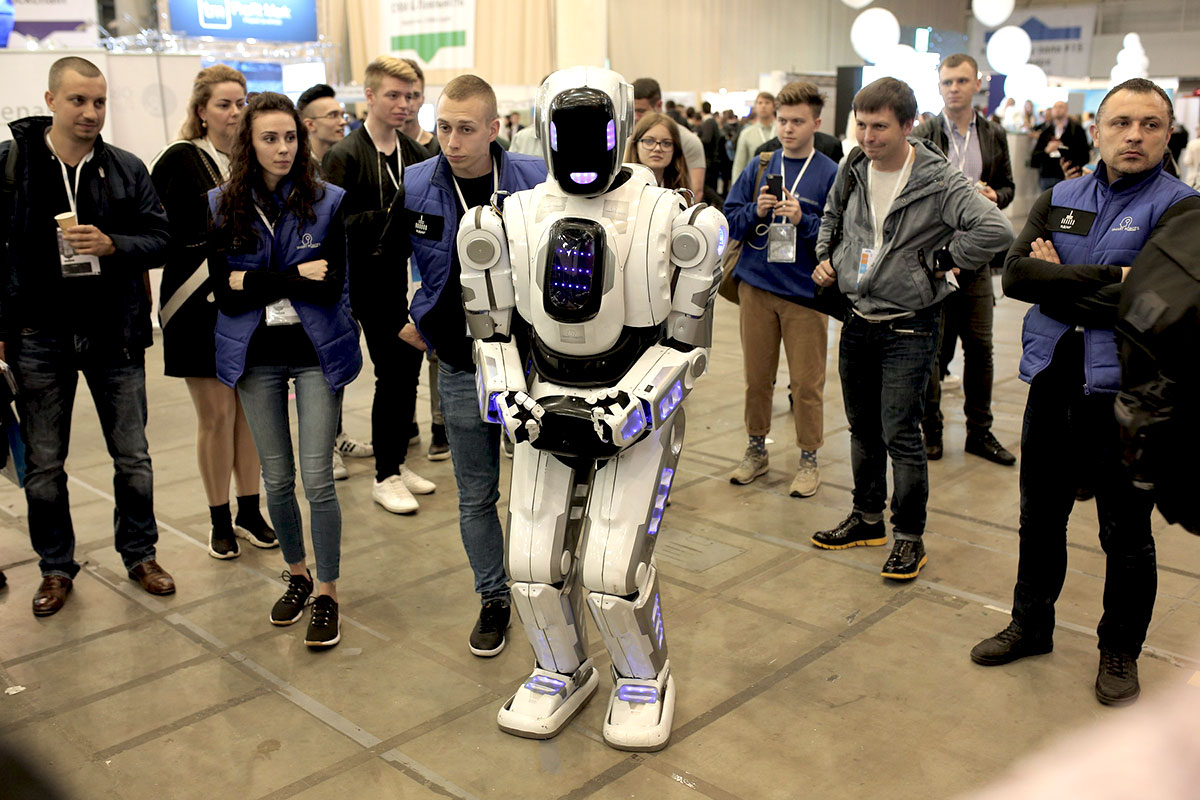
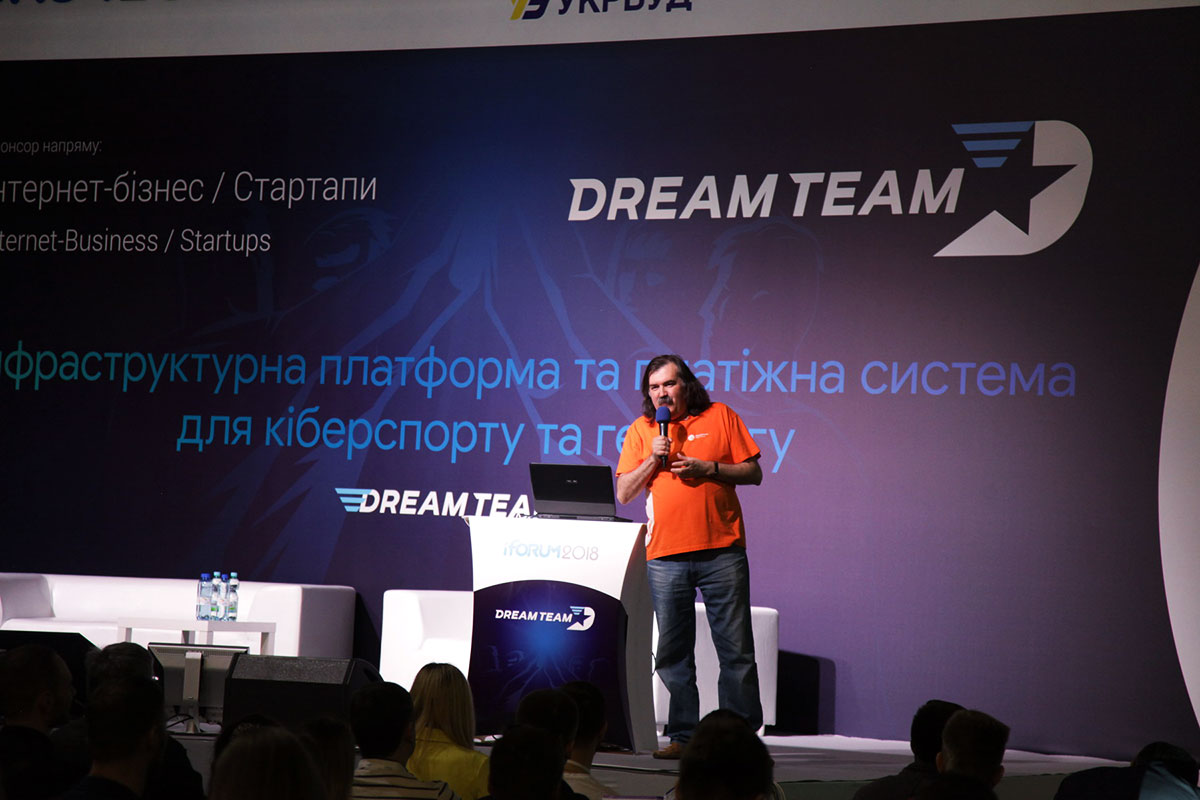

### 2019

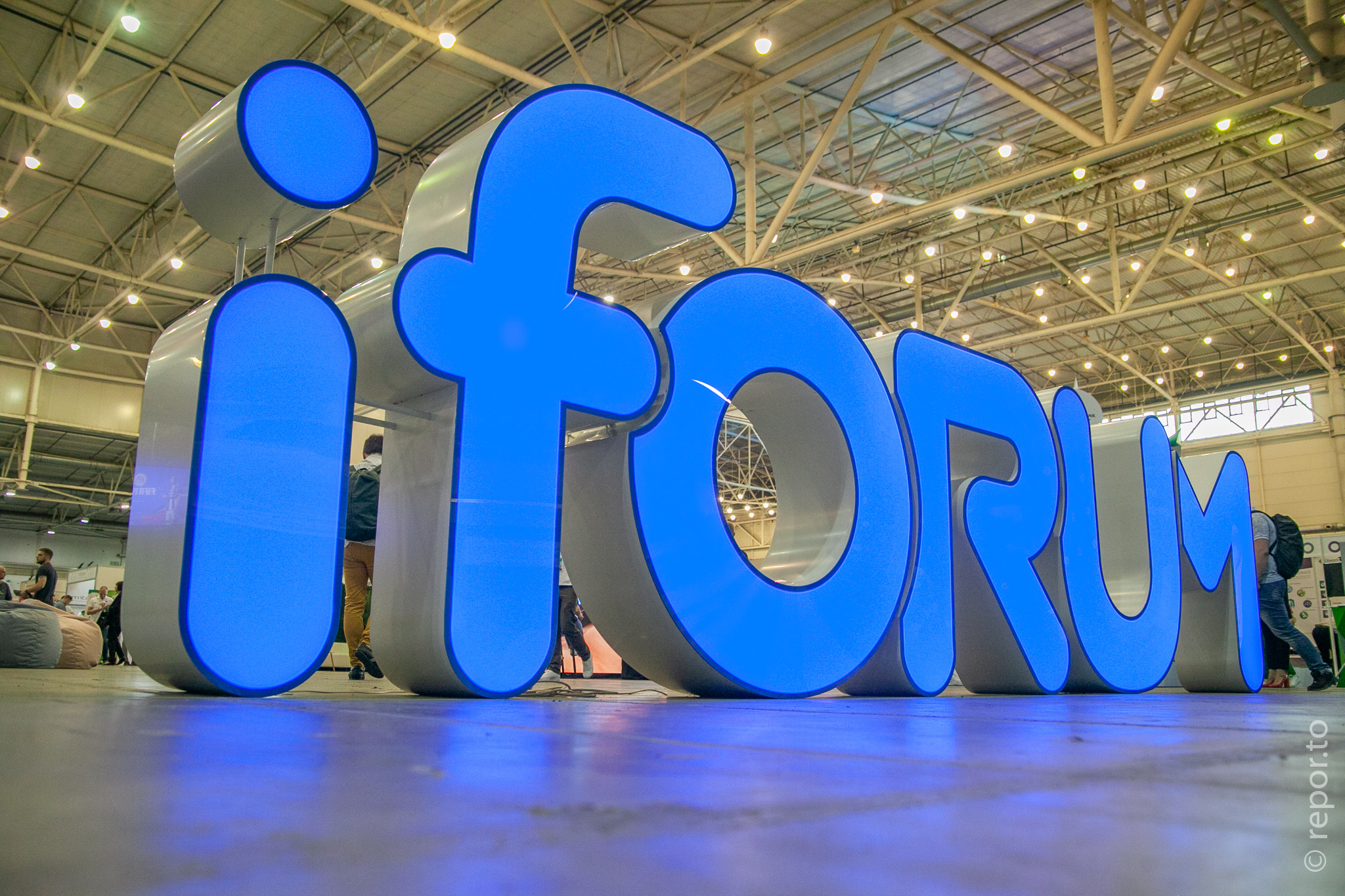
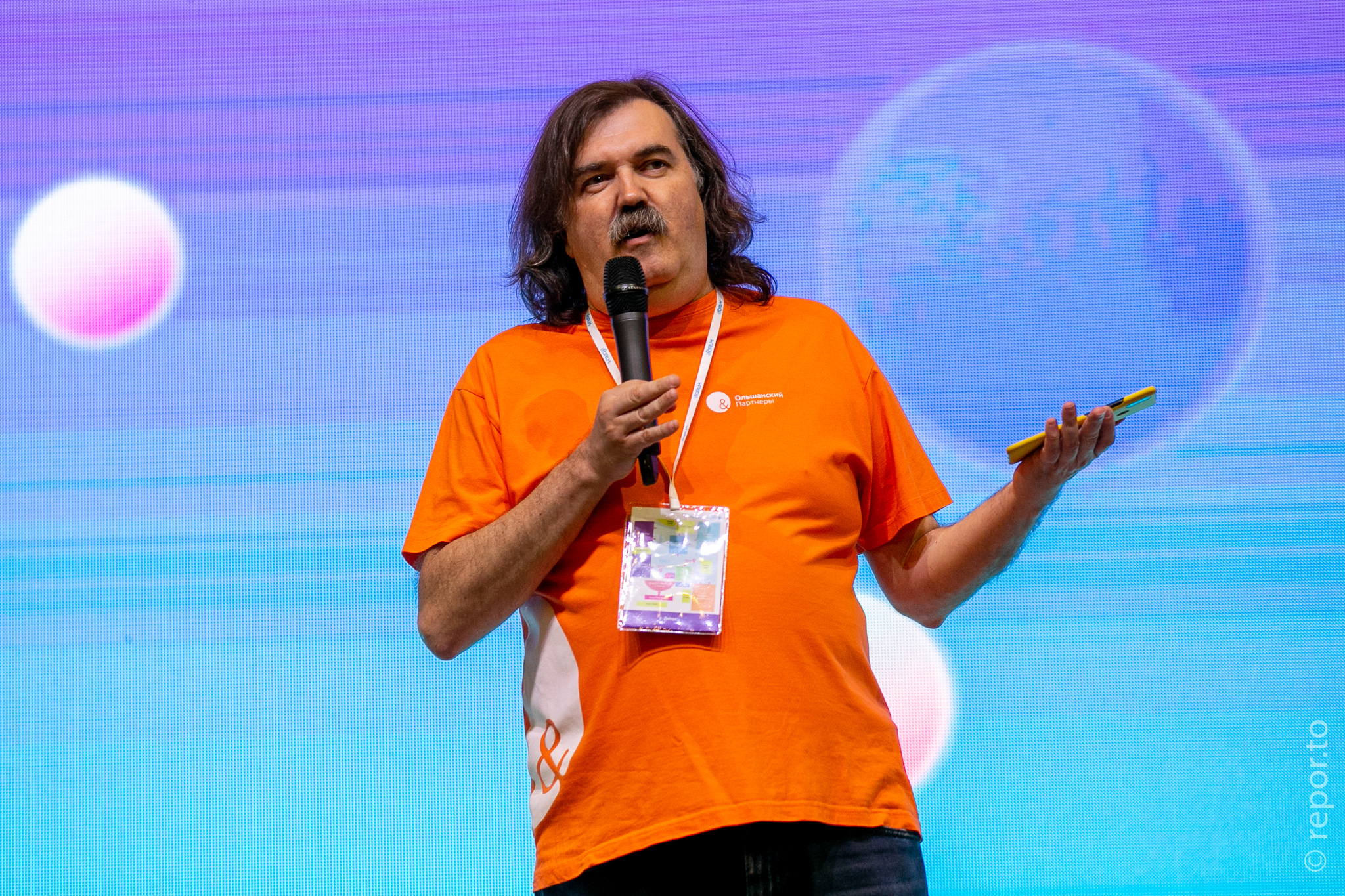
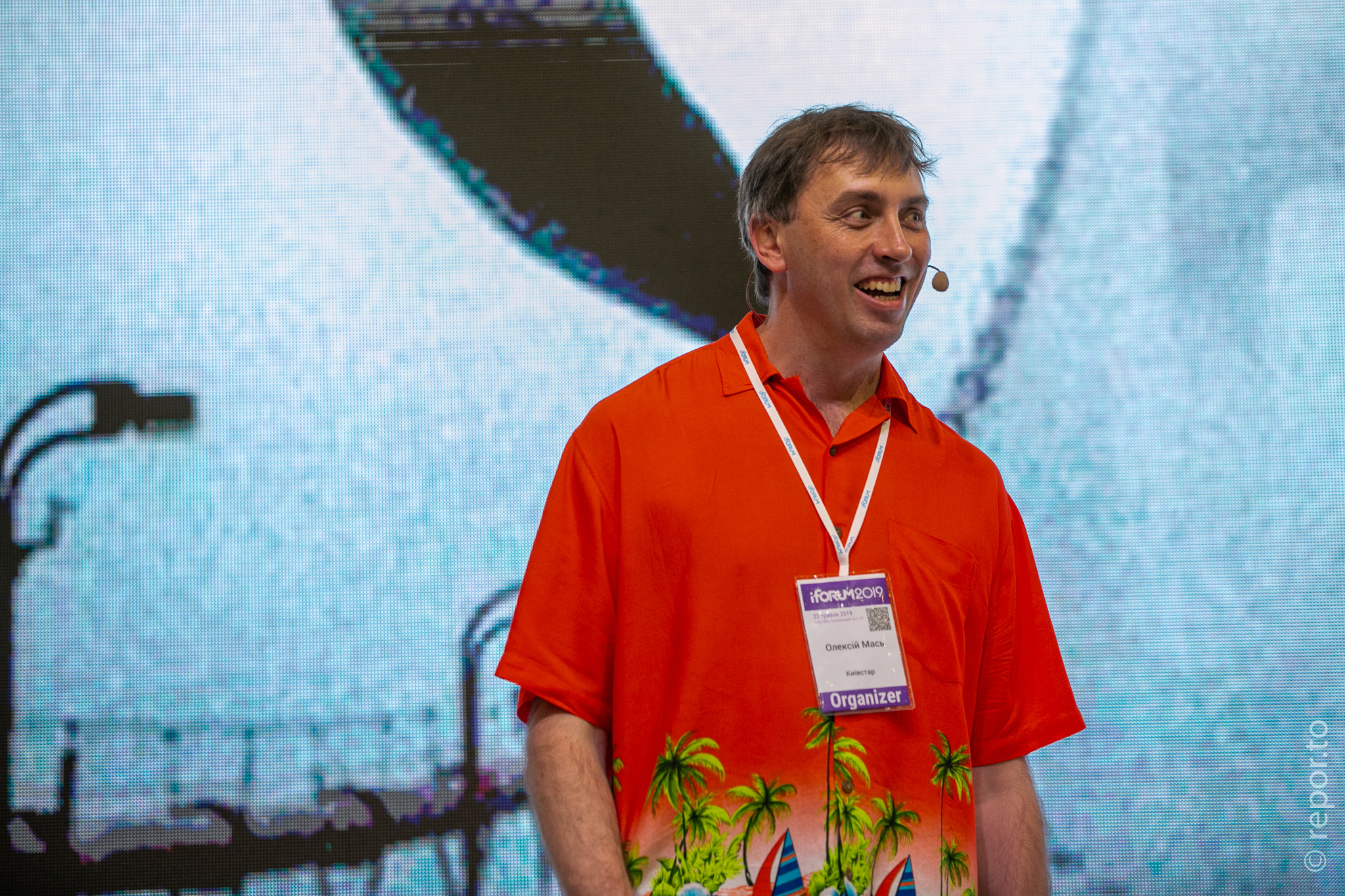
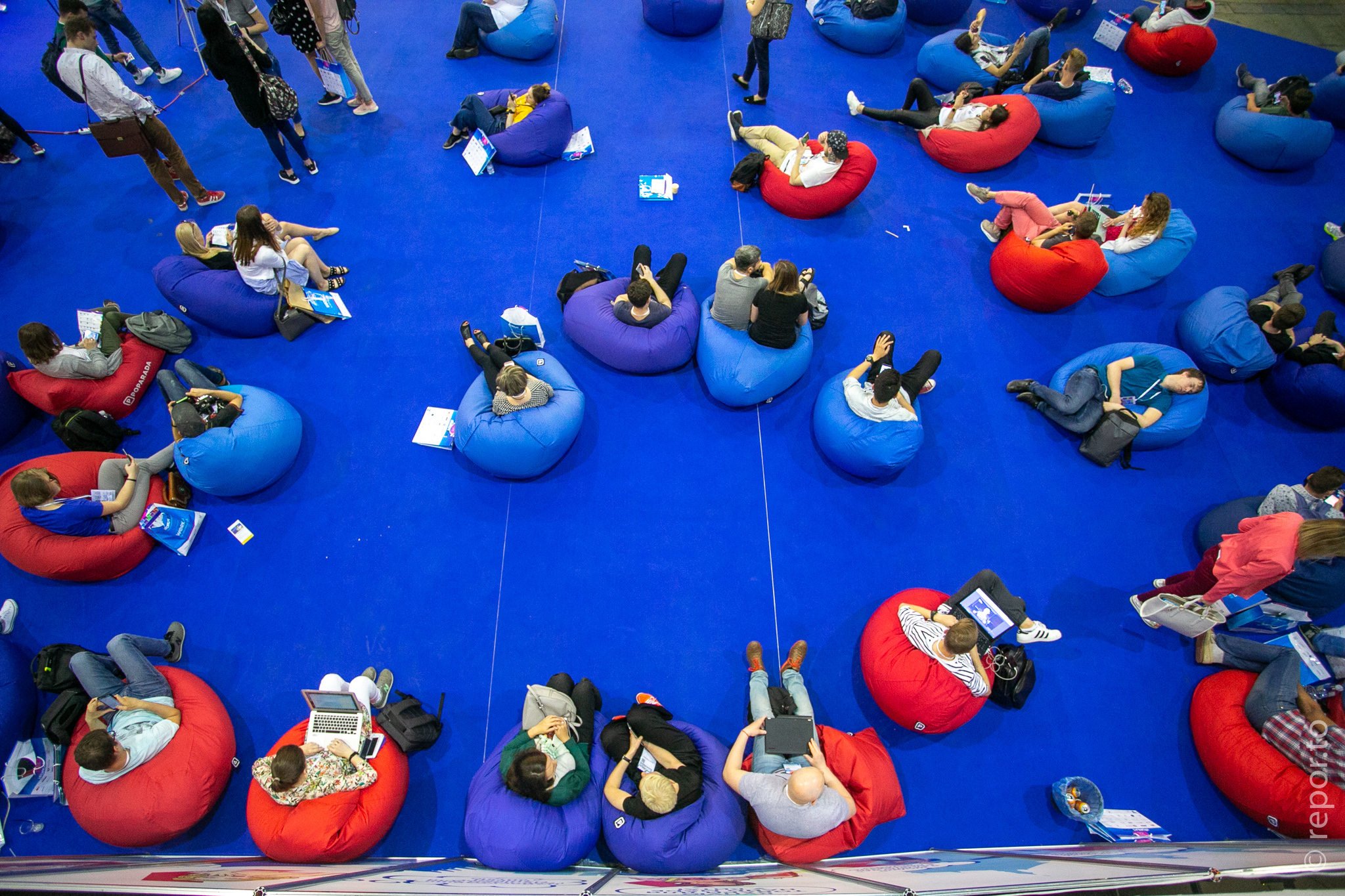
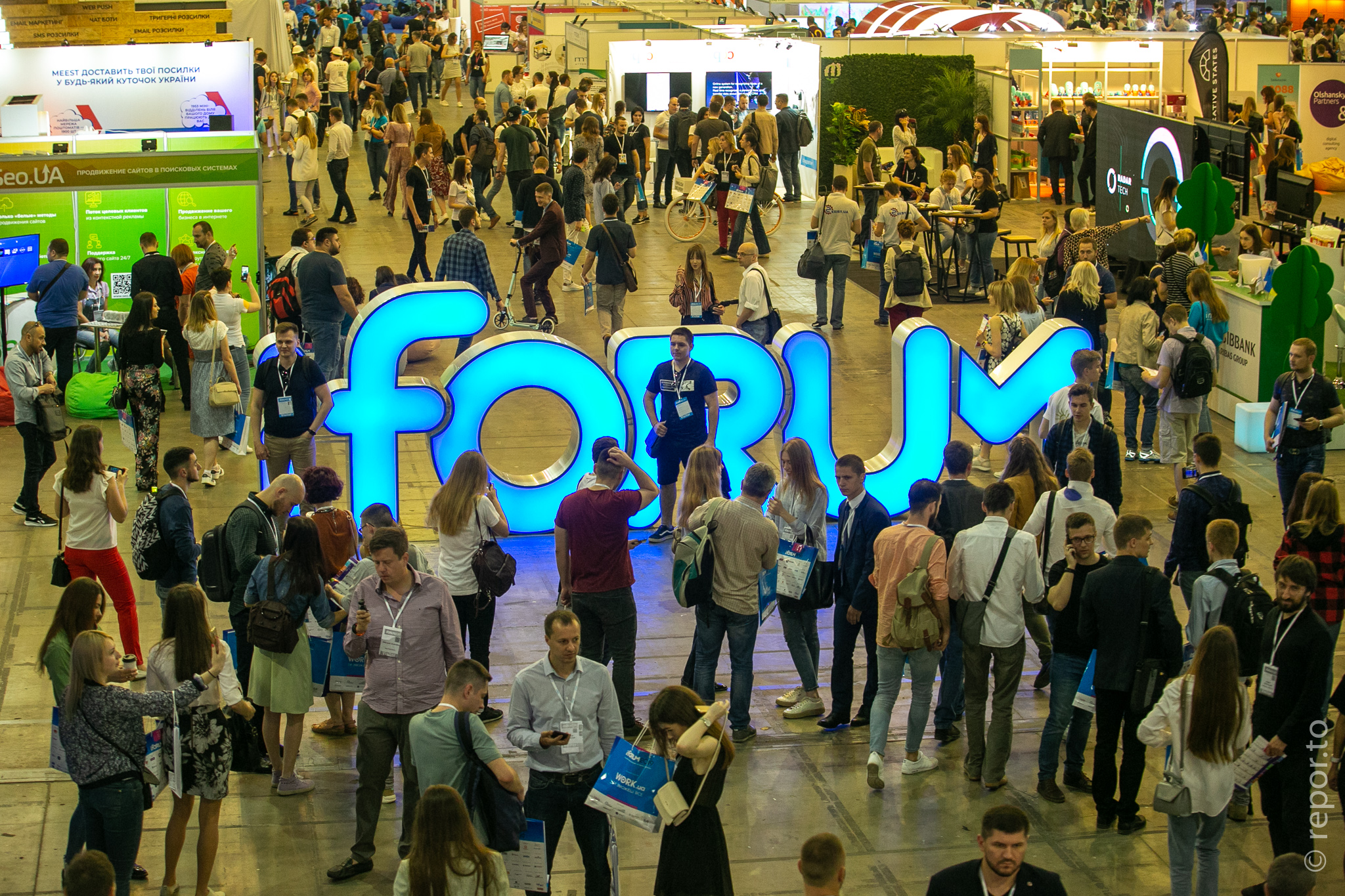
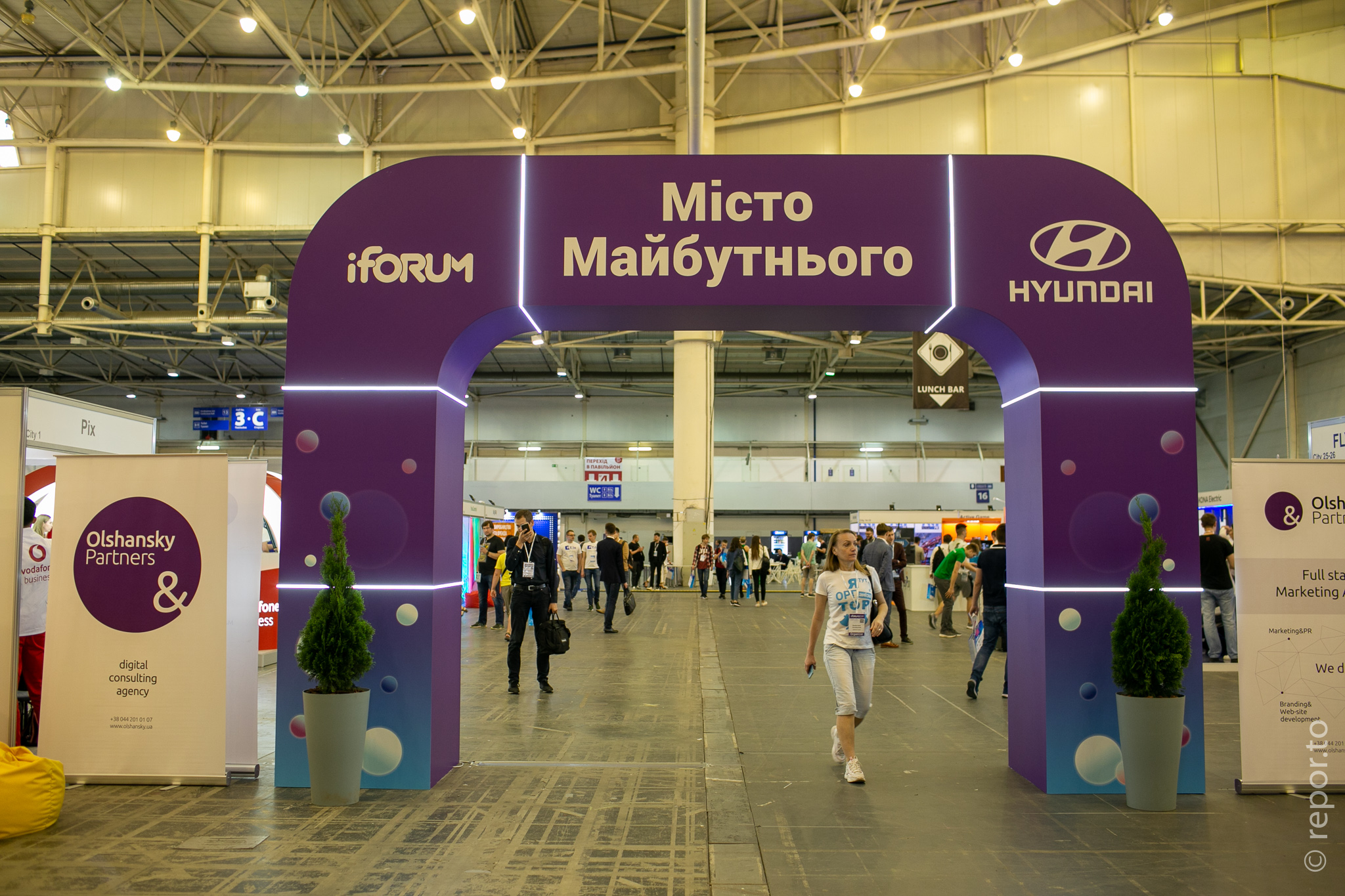
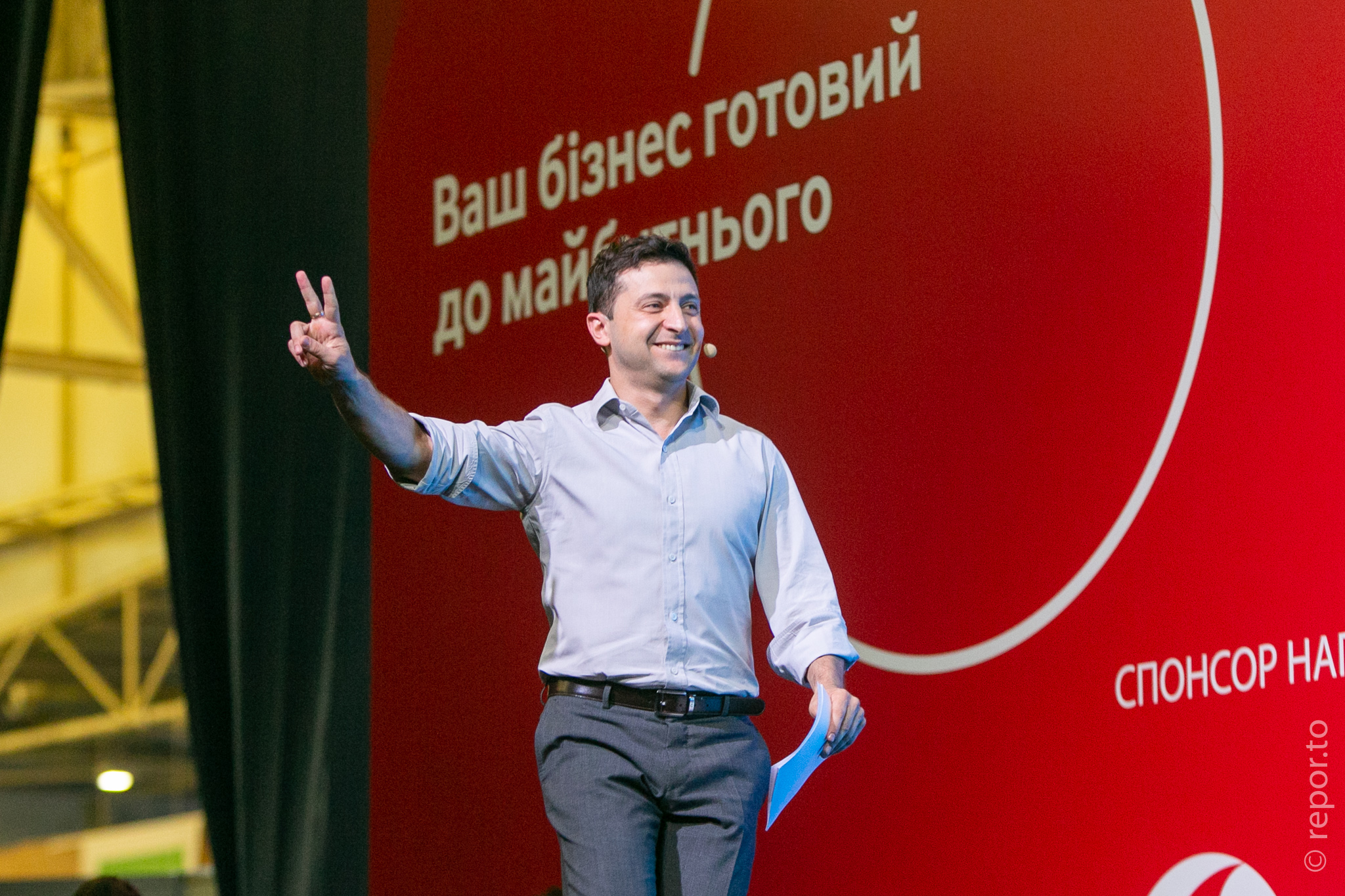
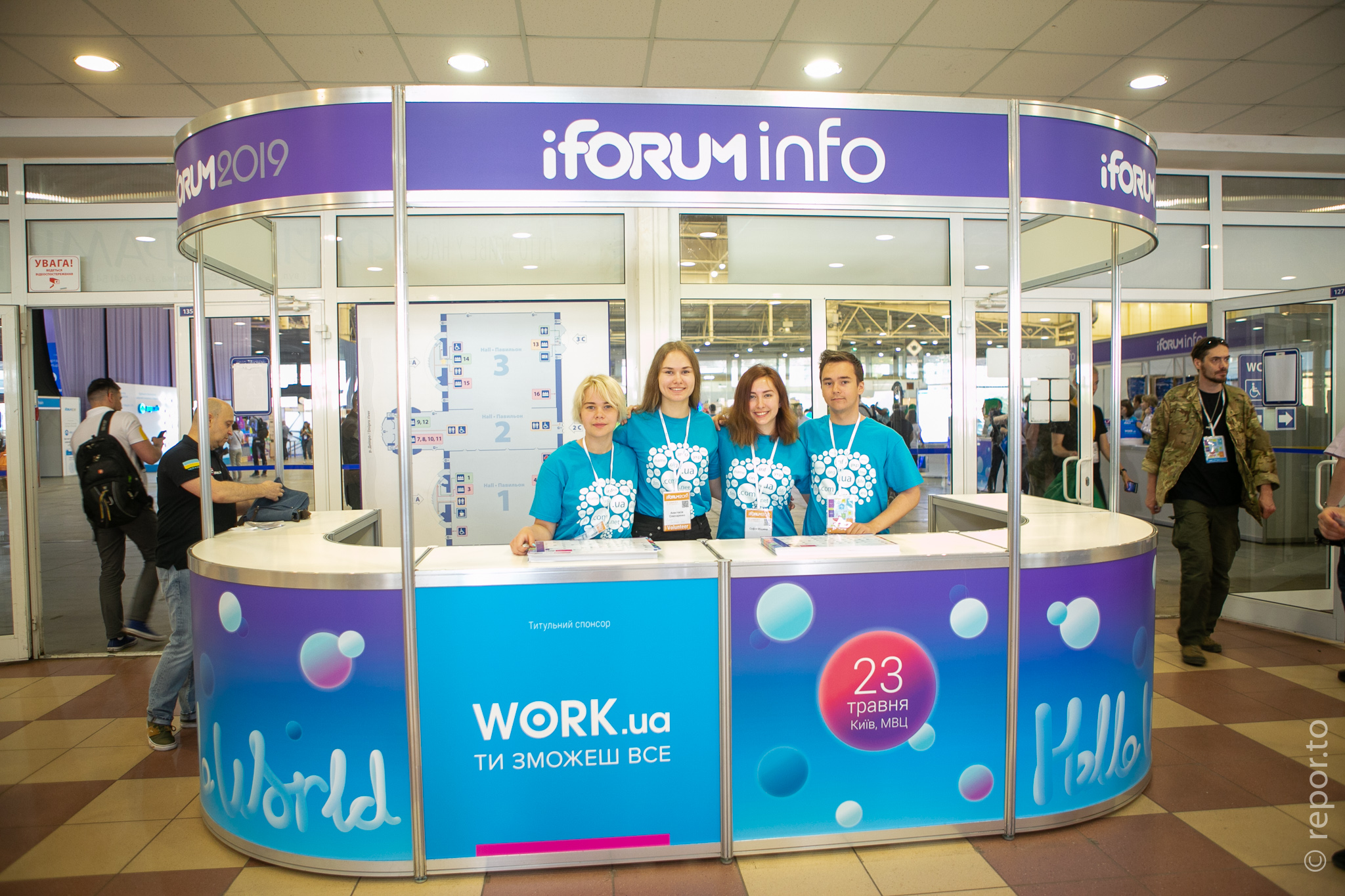
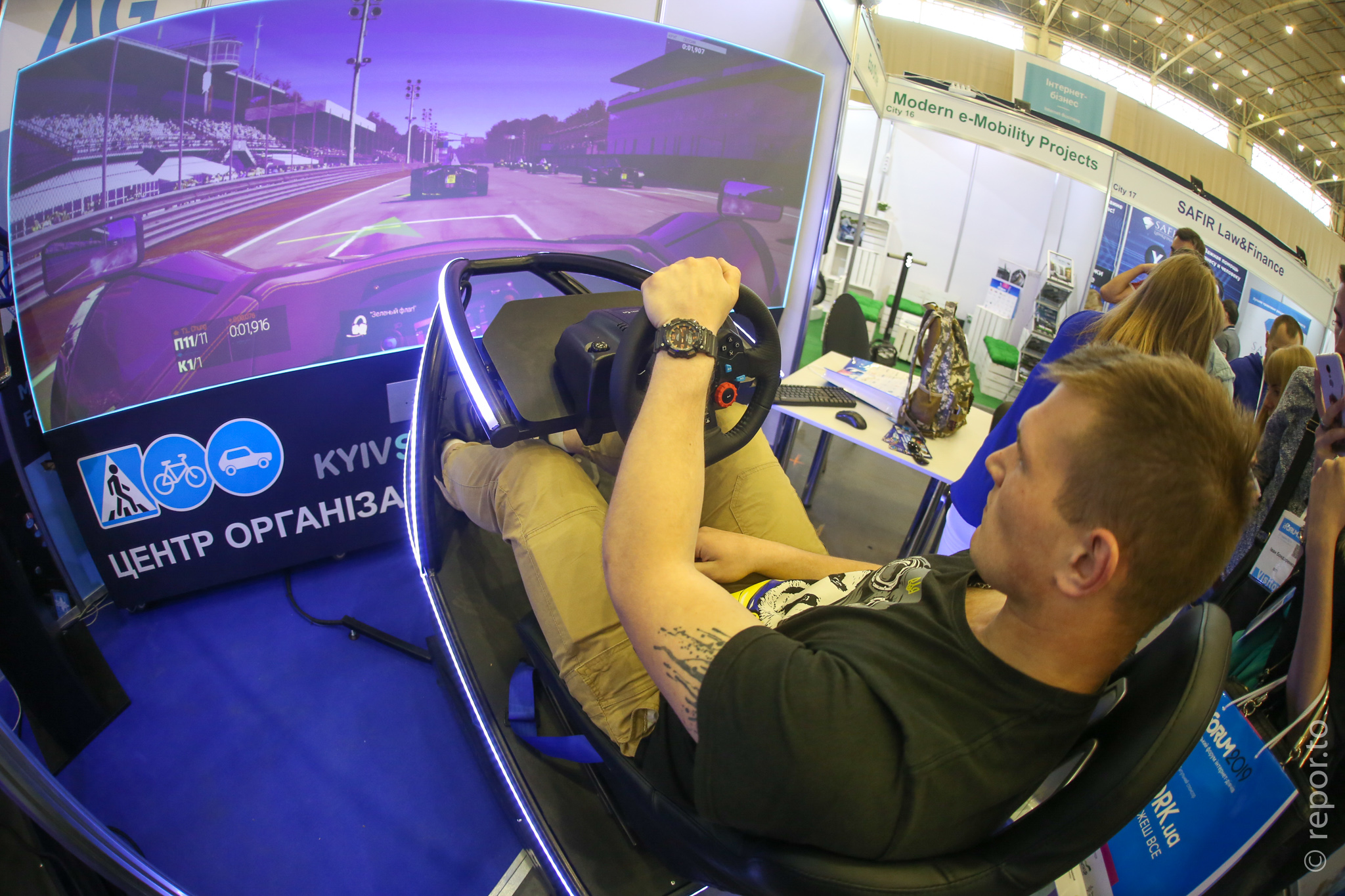
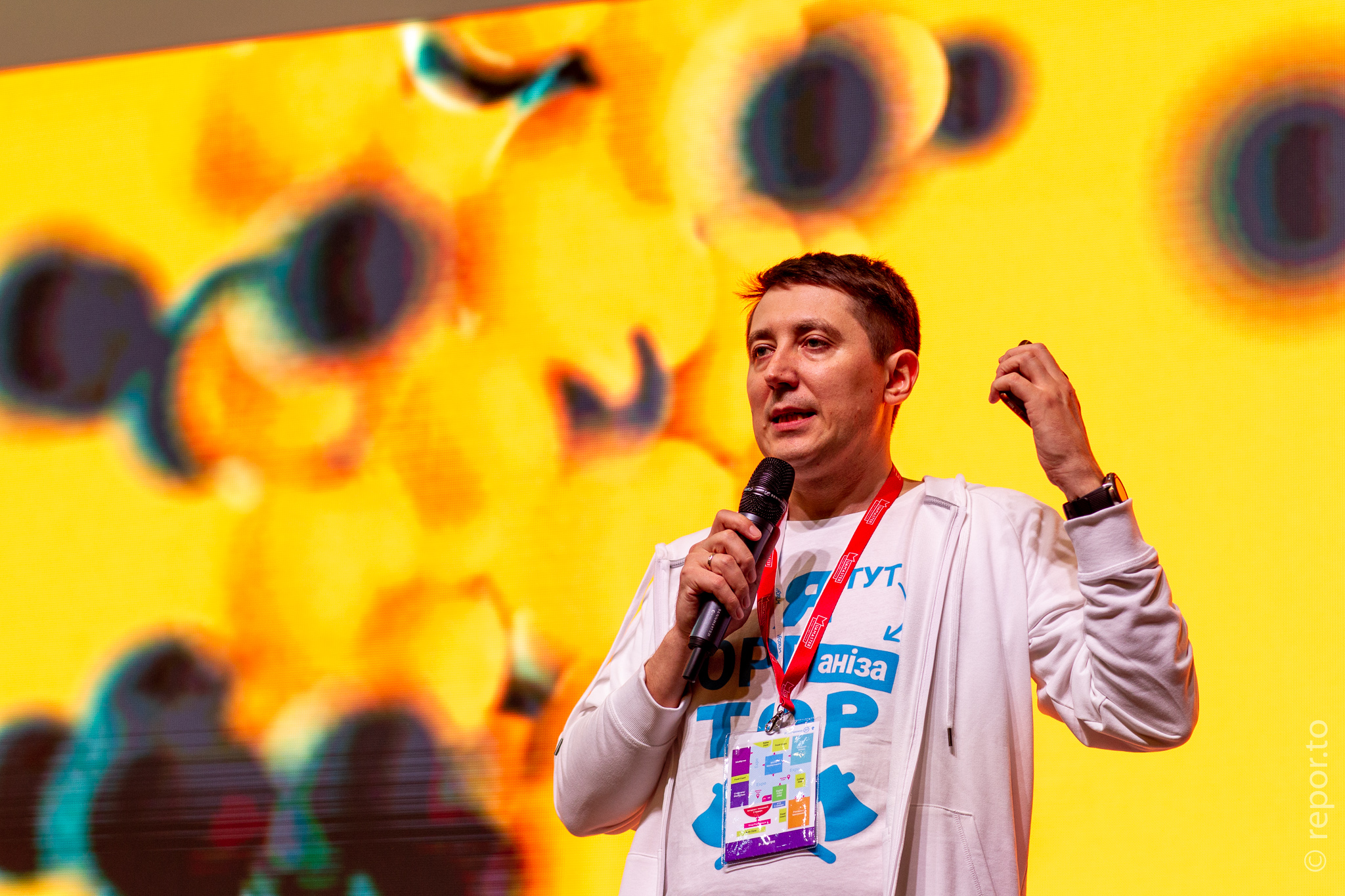
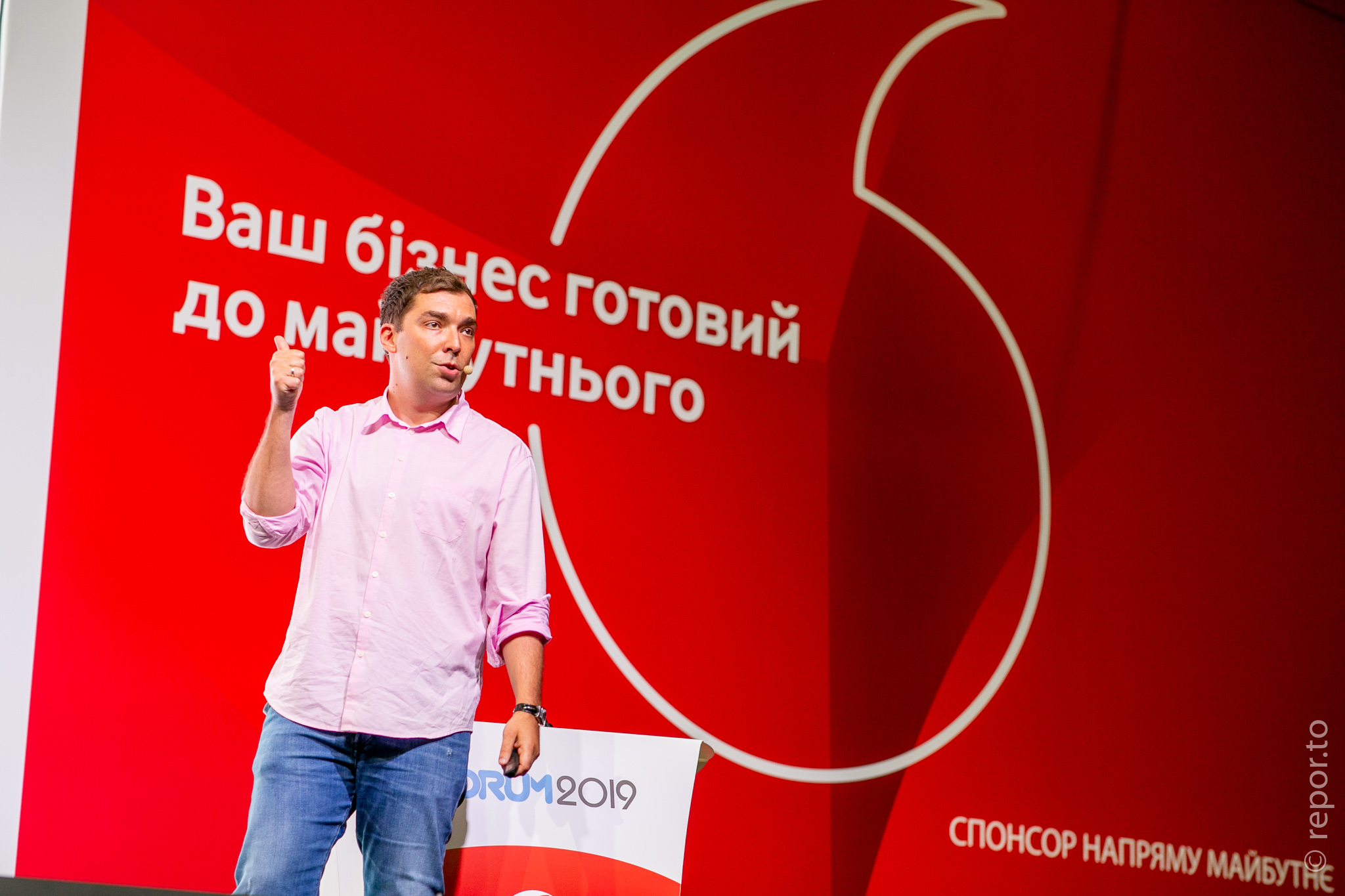
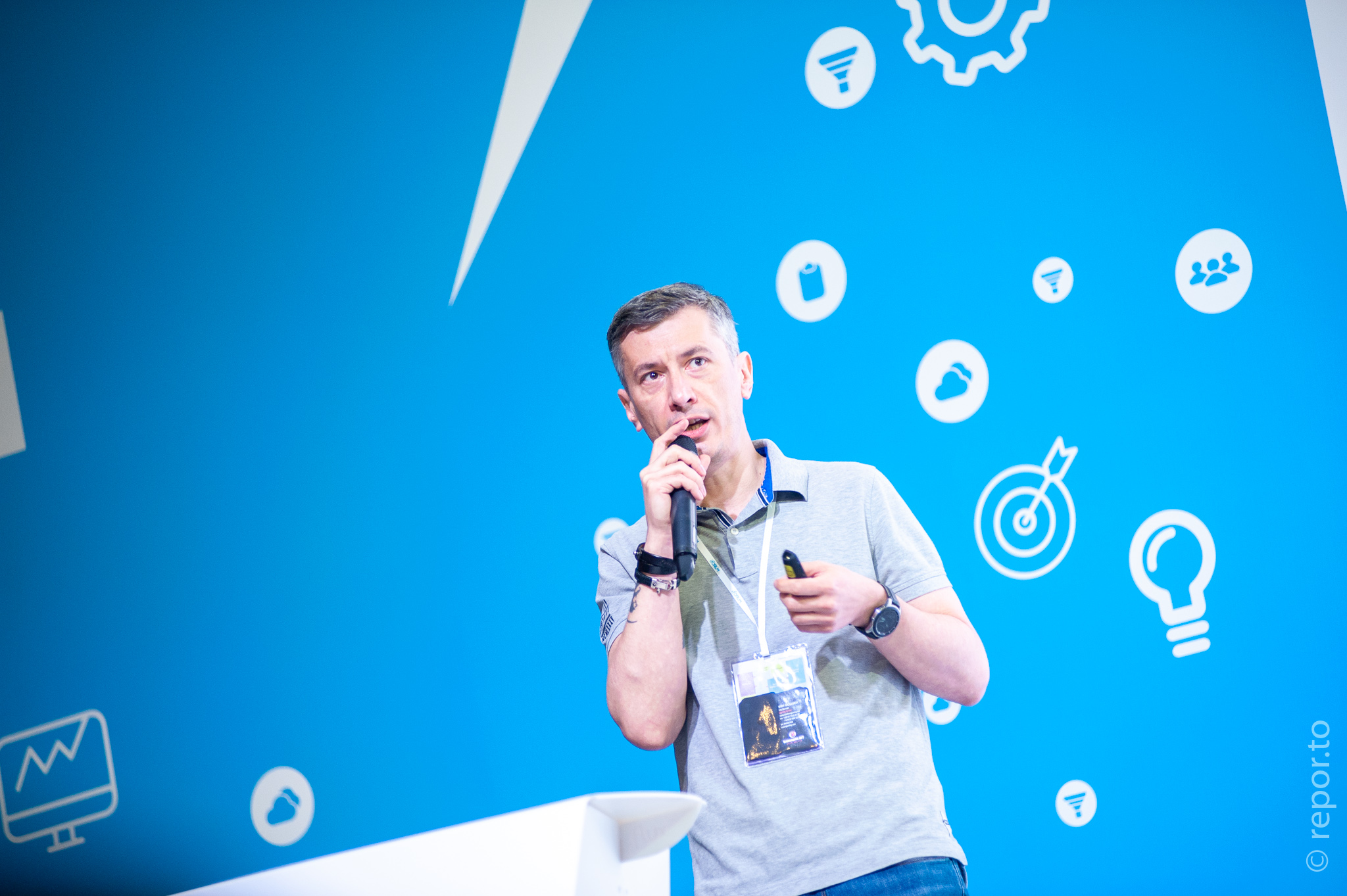
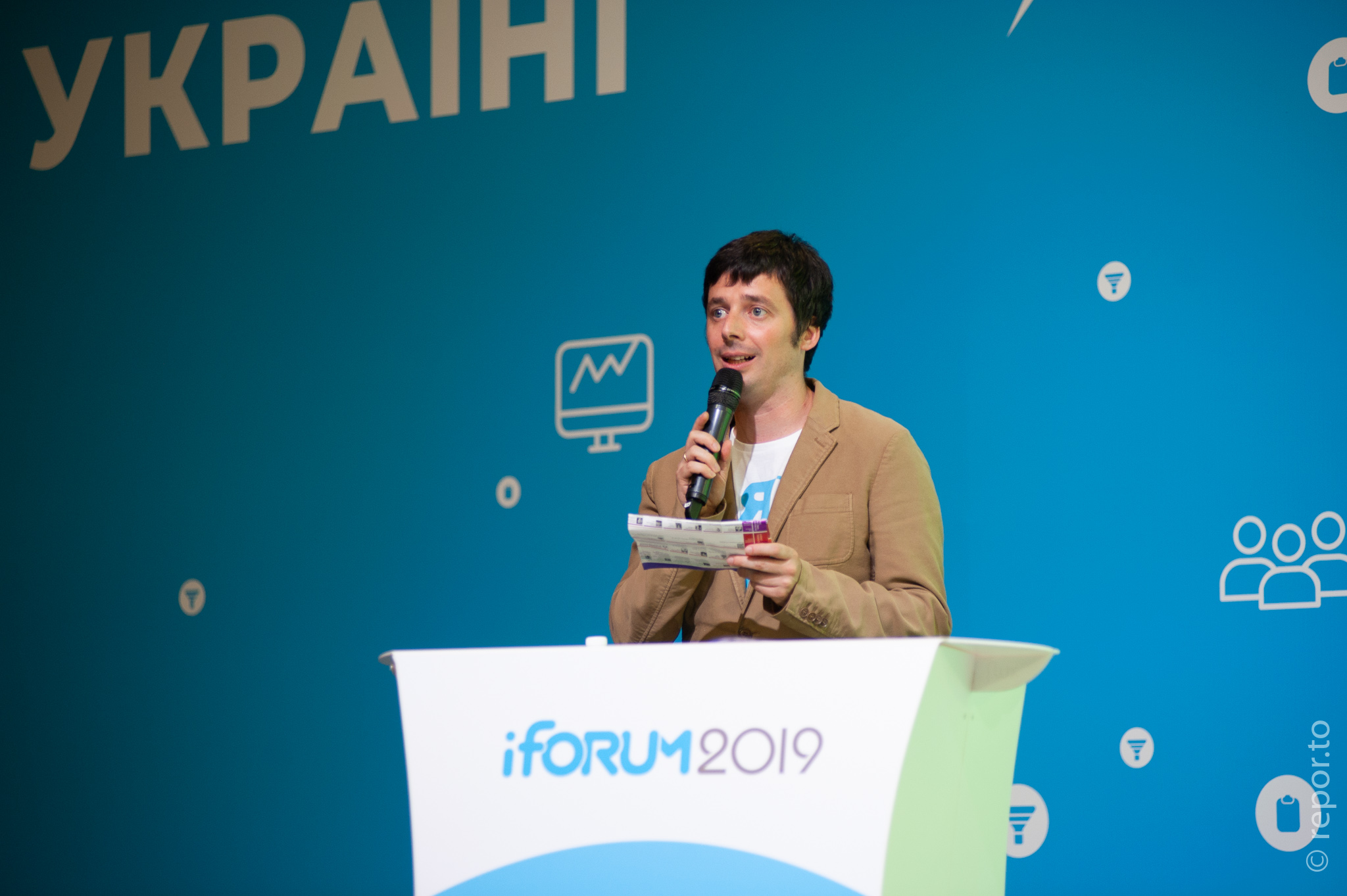
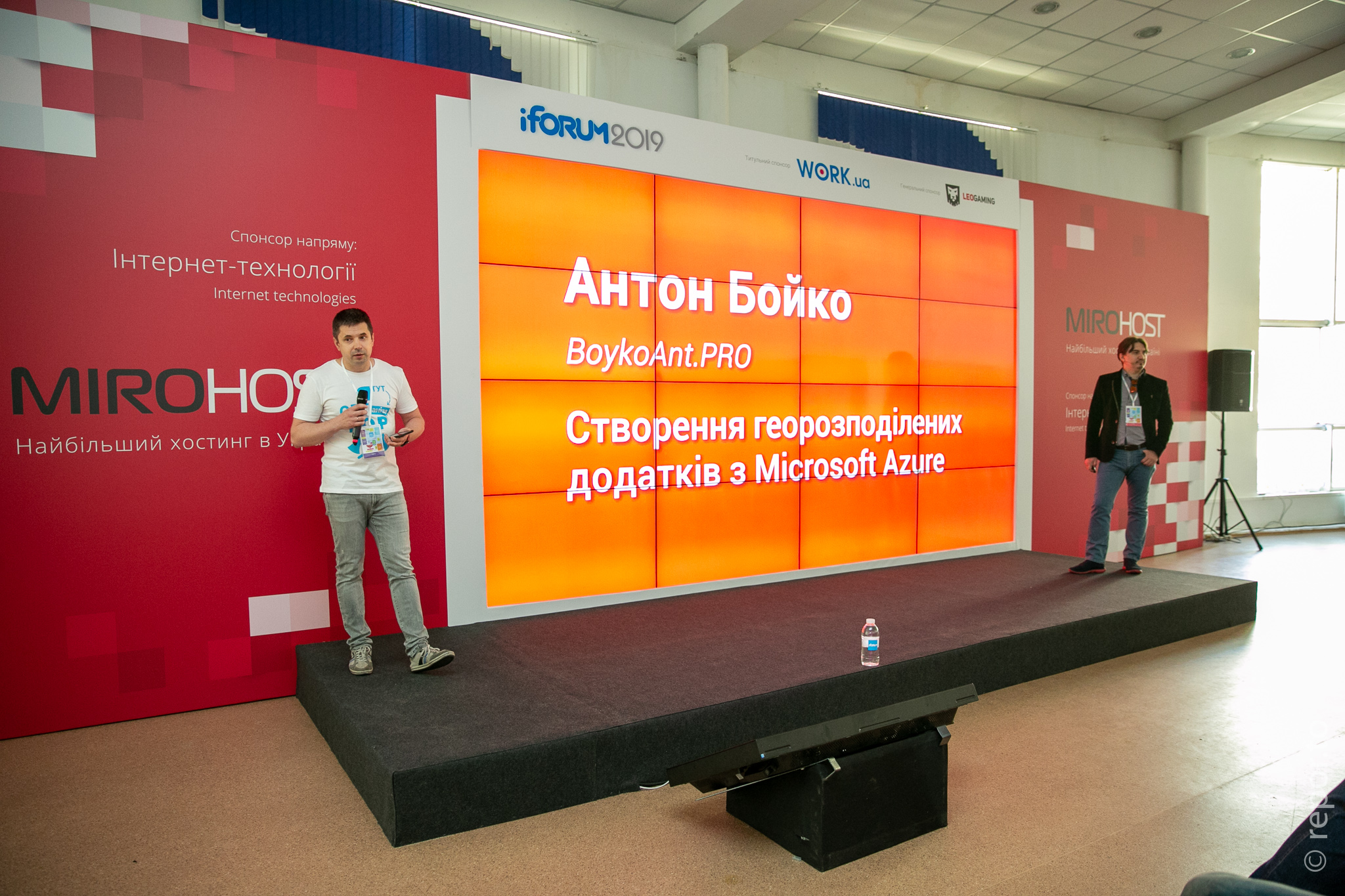

### 2021

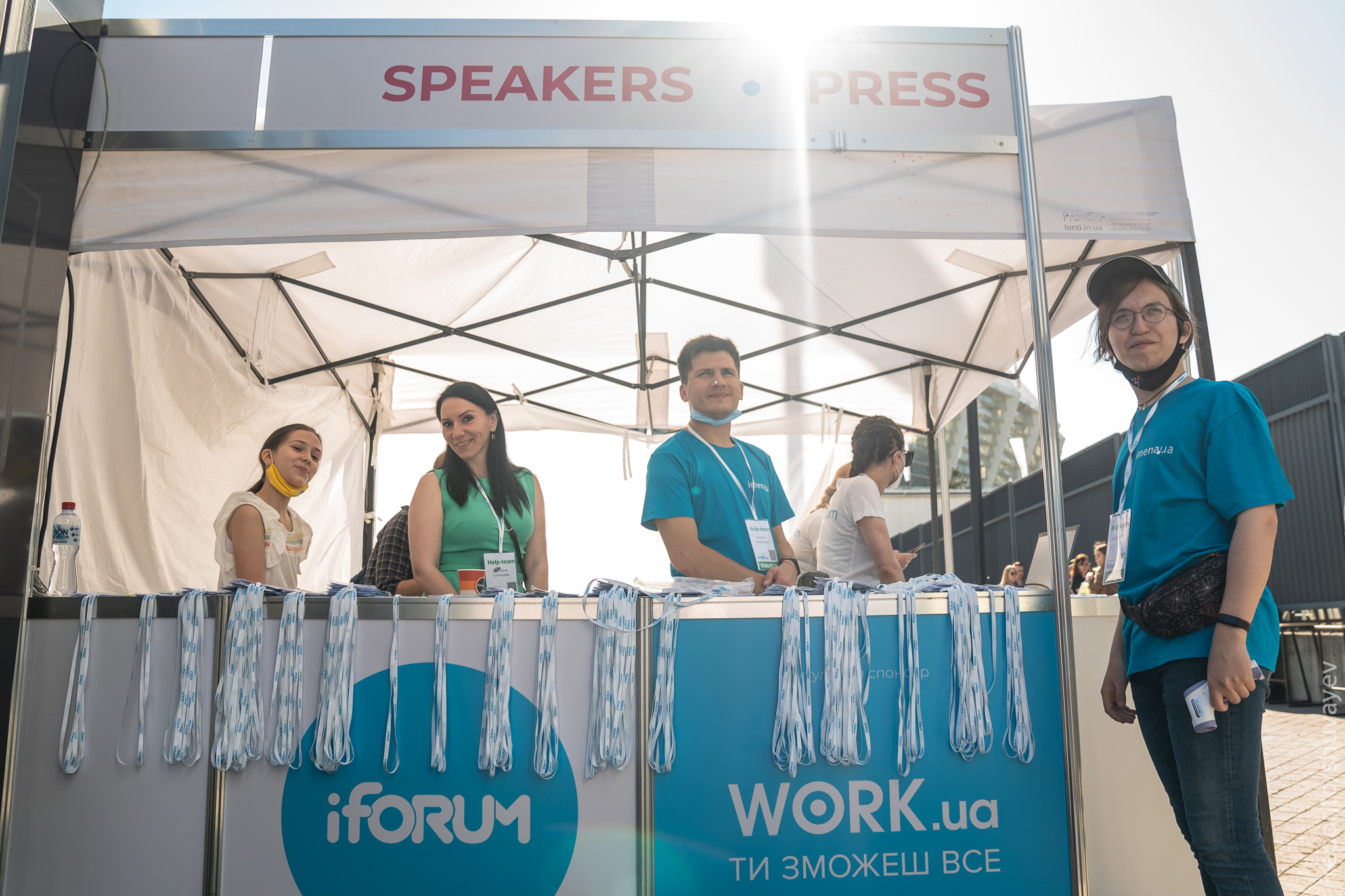
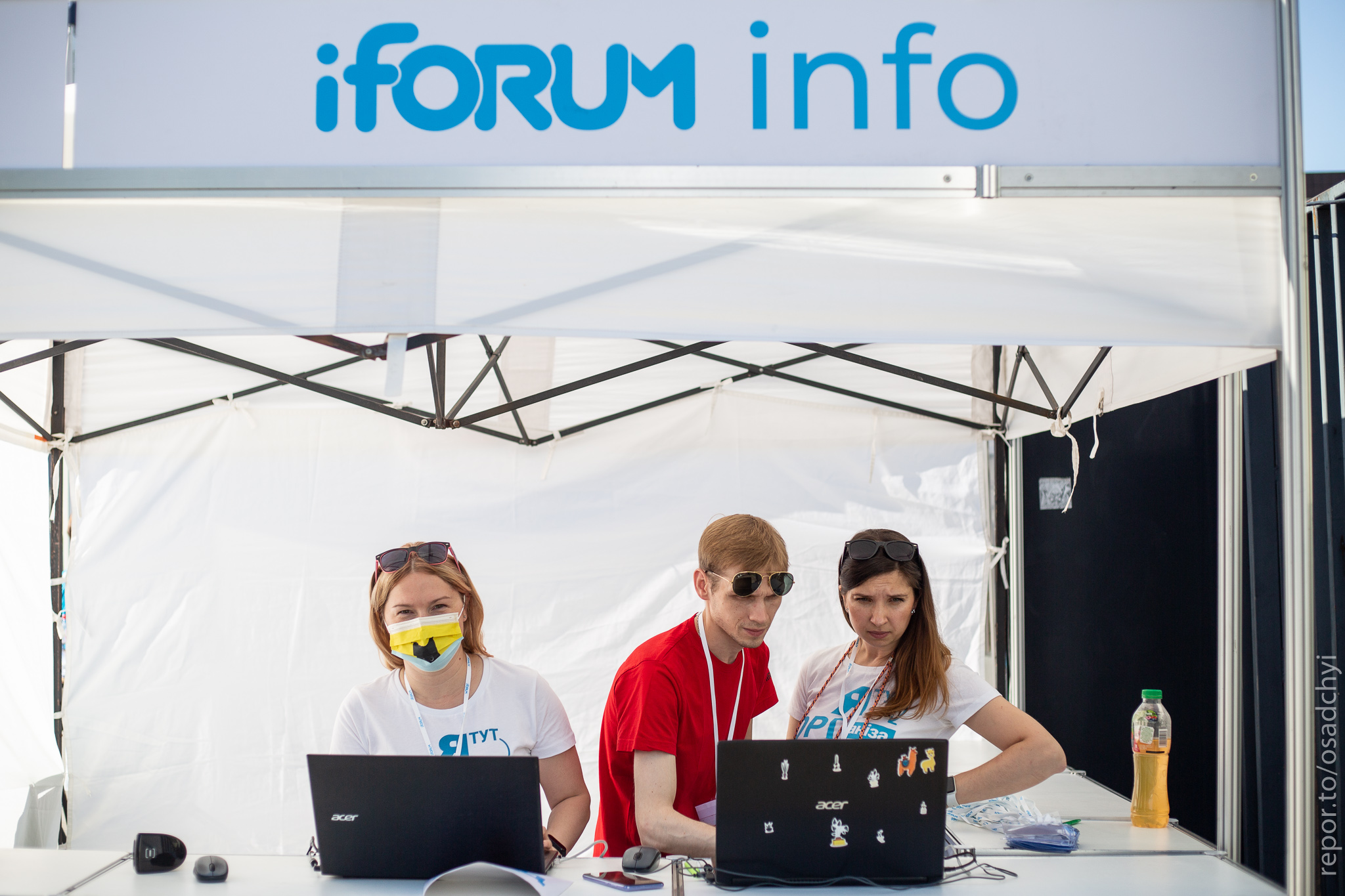
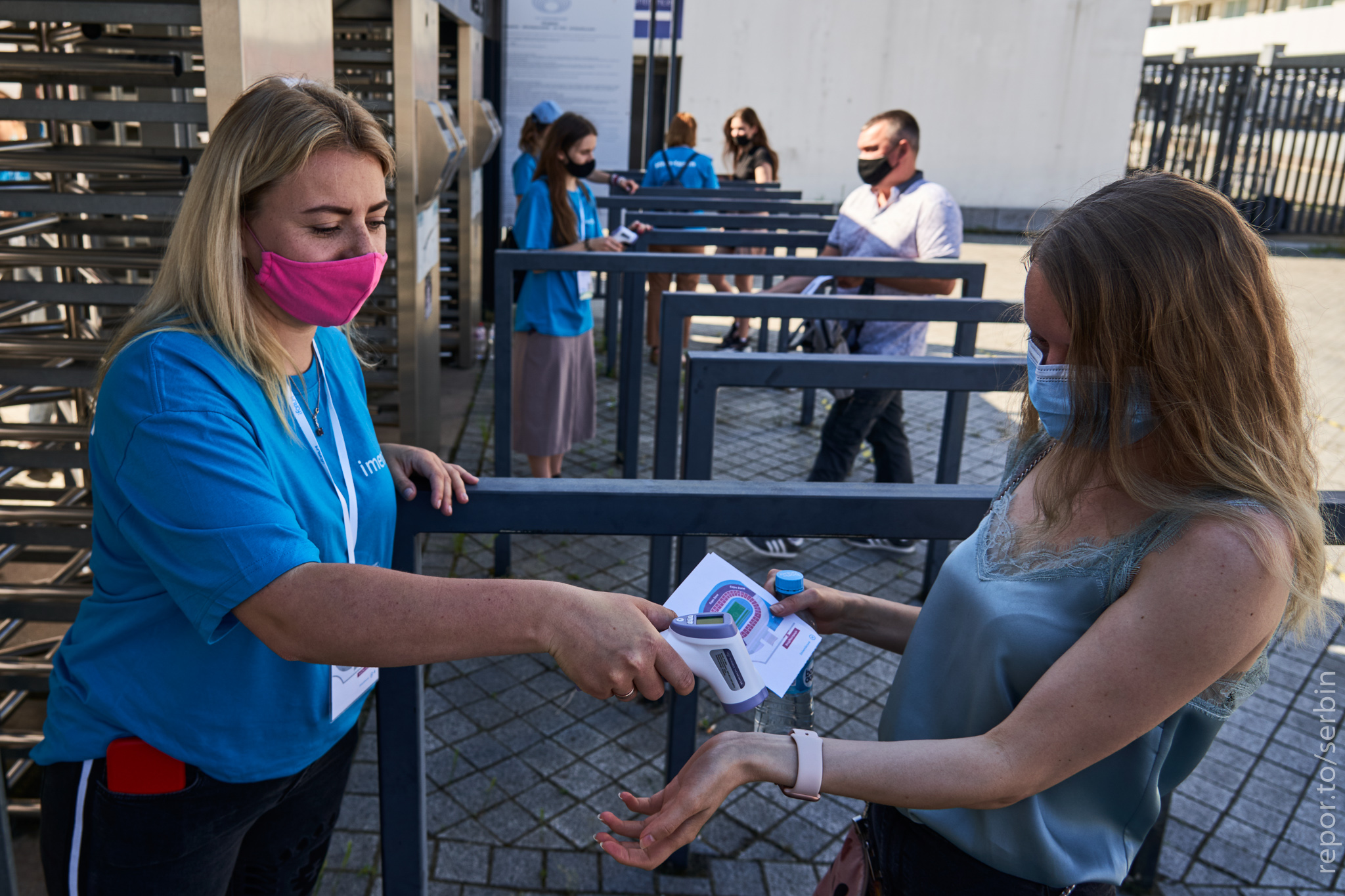
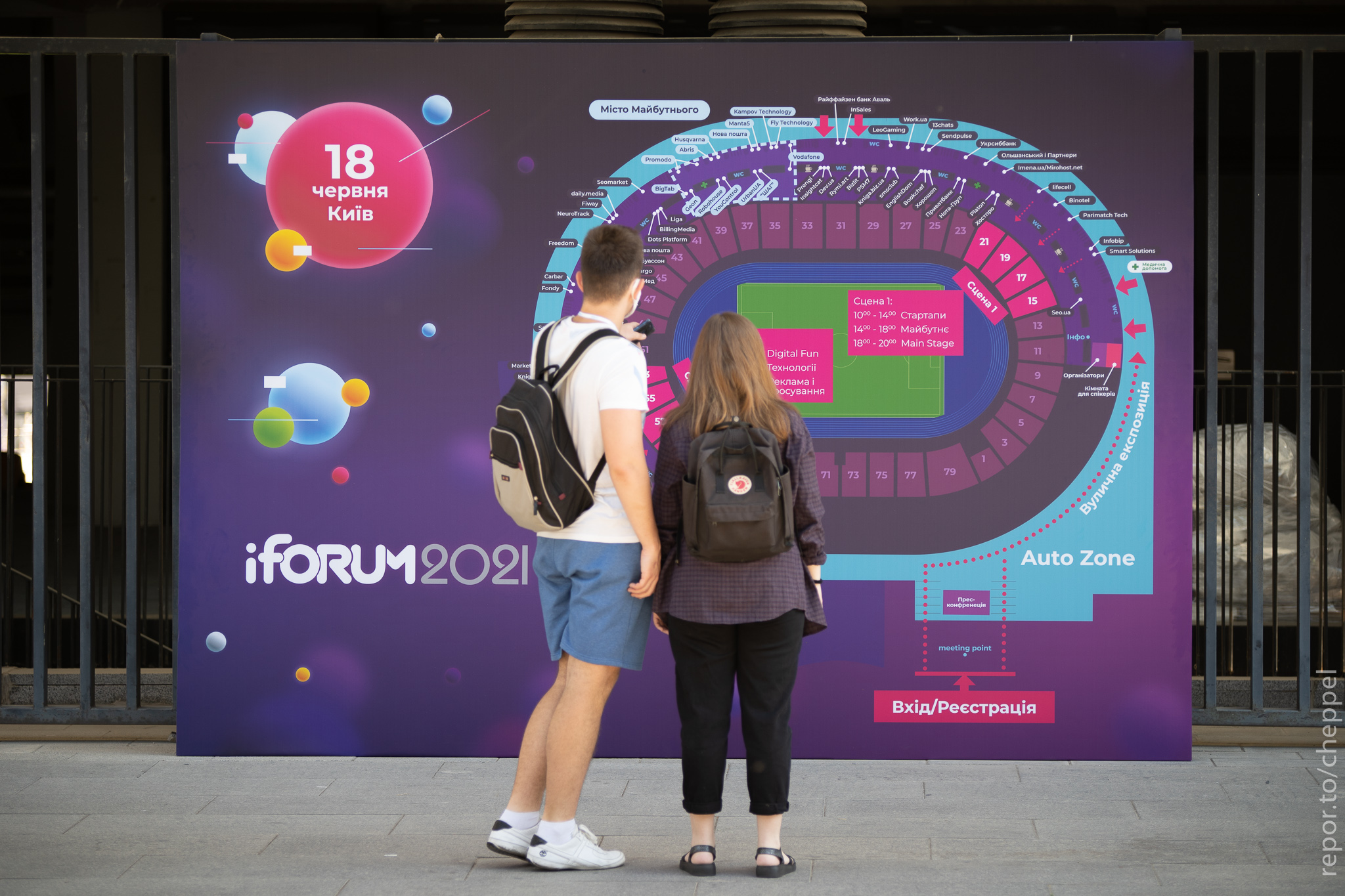
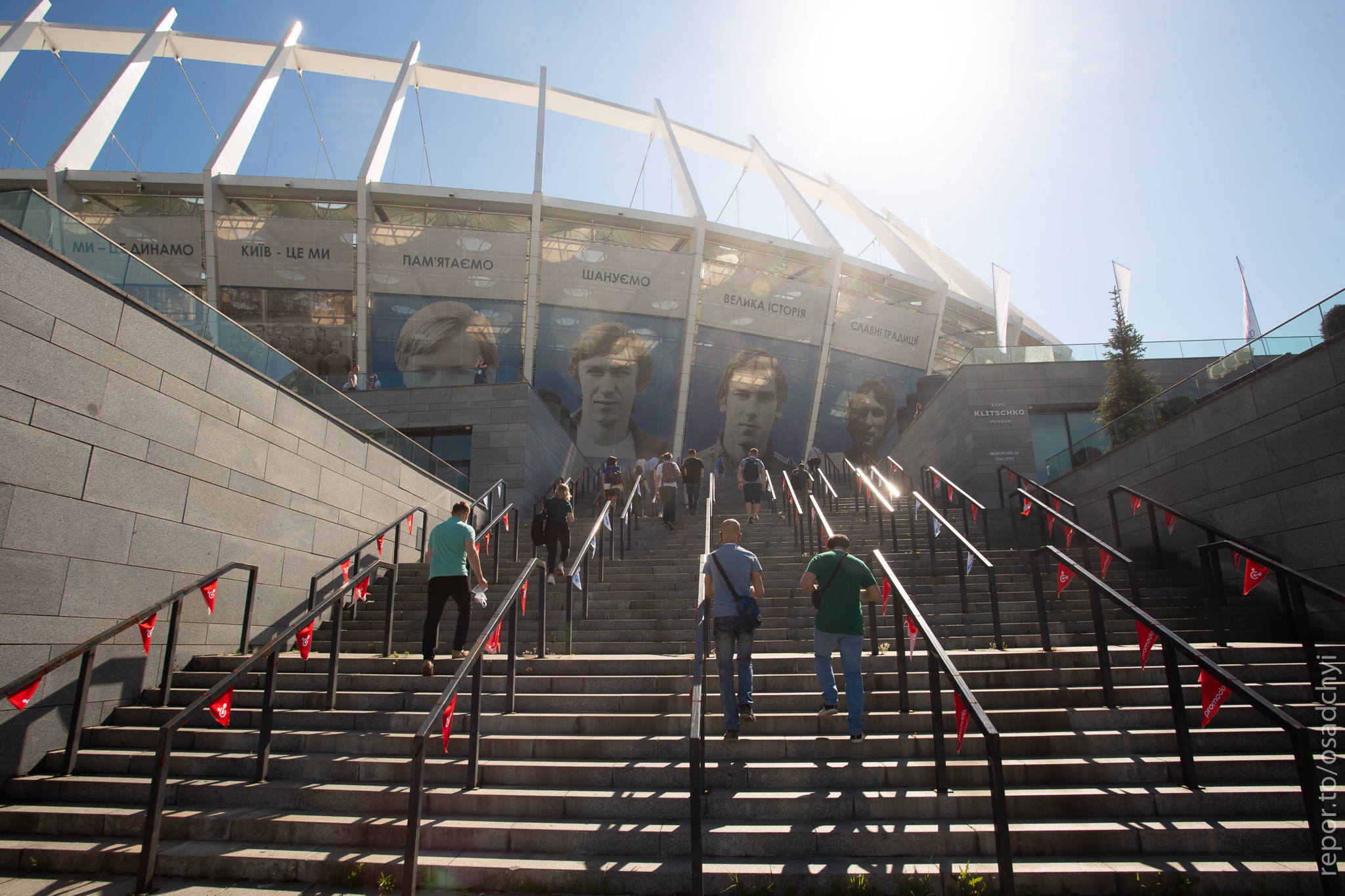
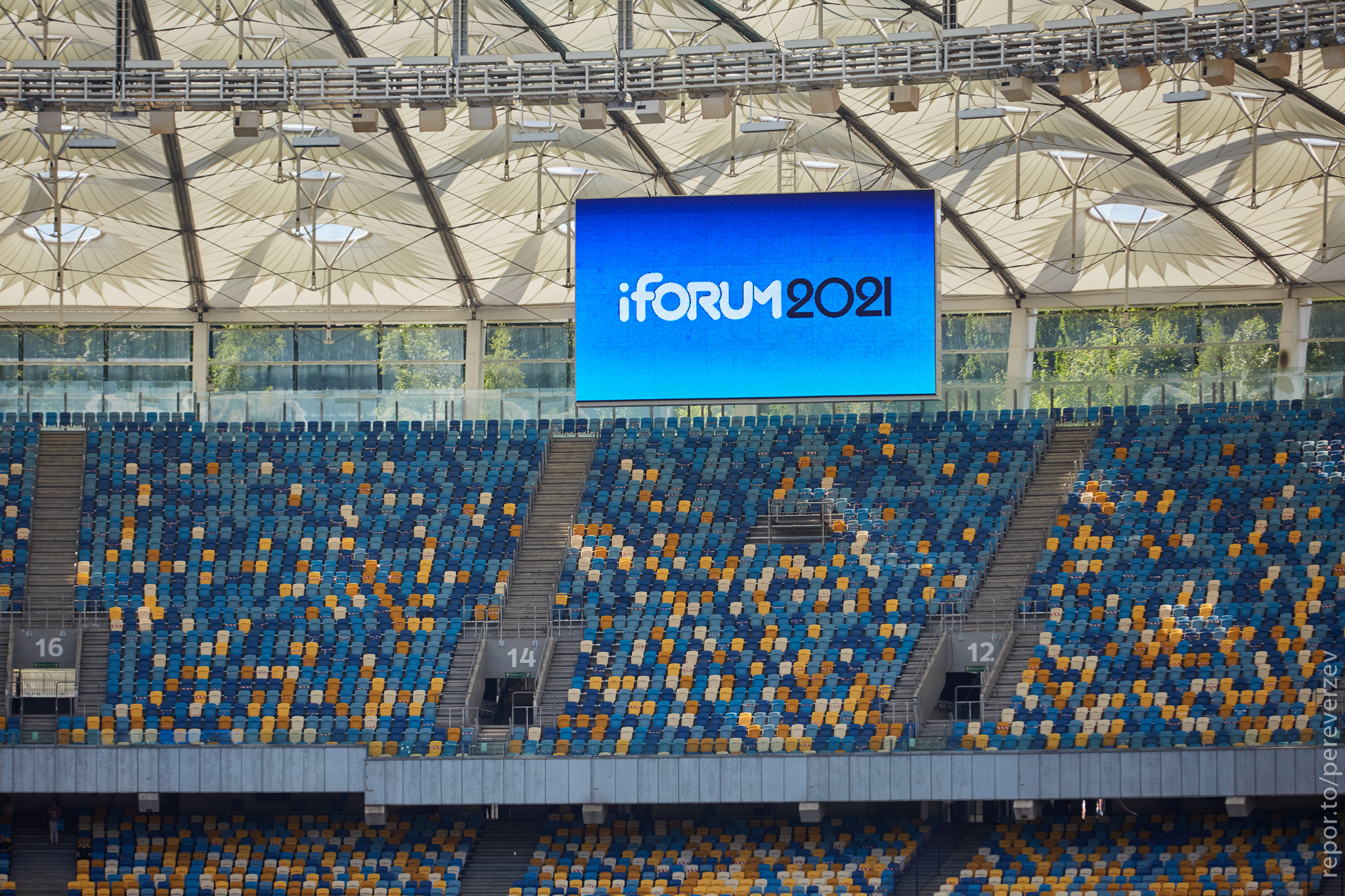
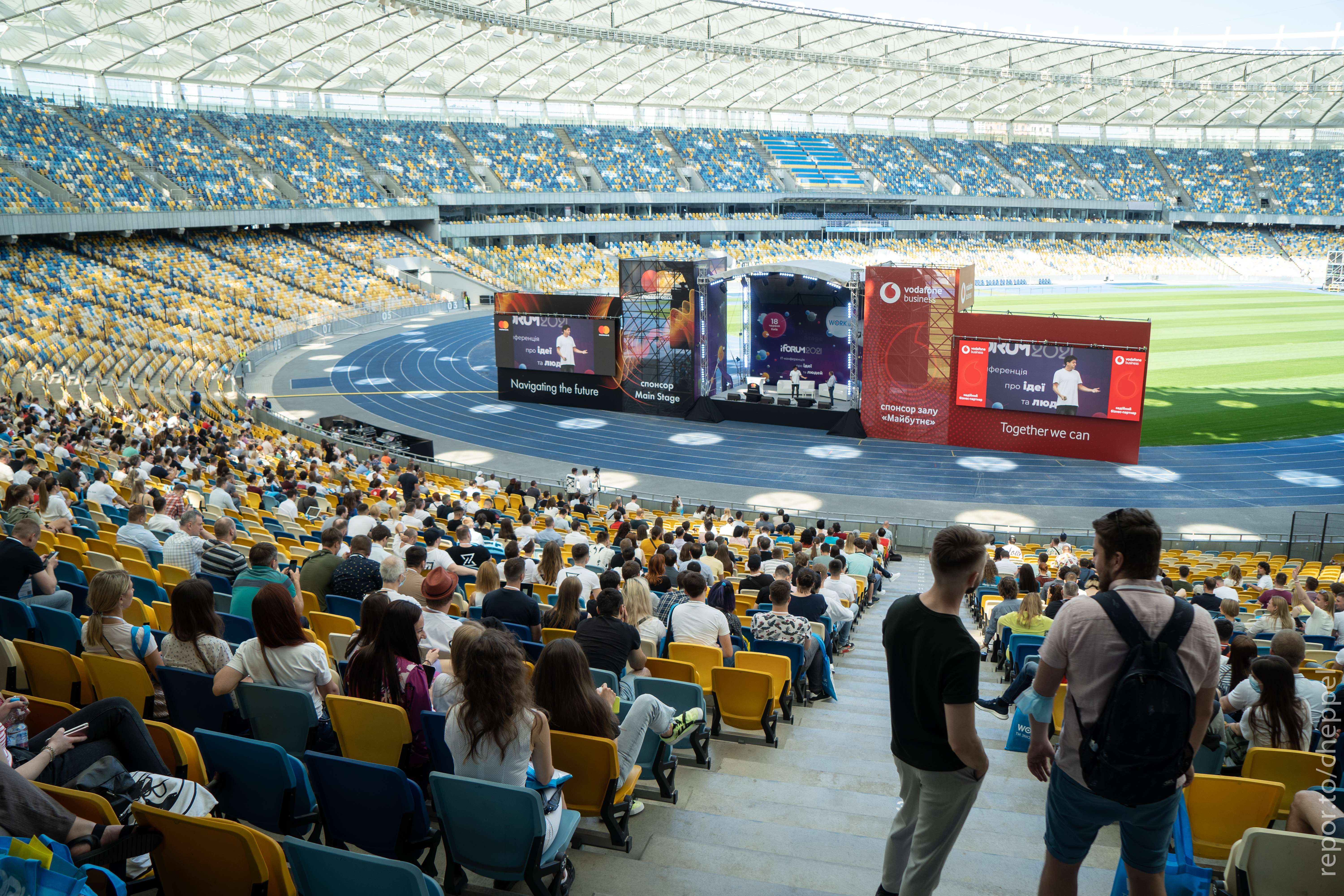
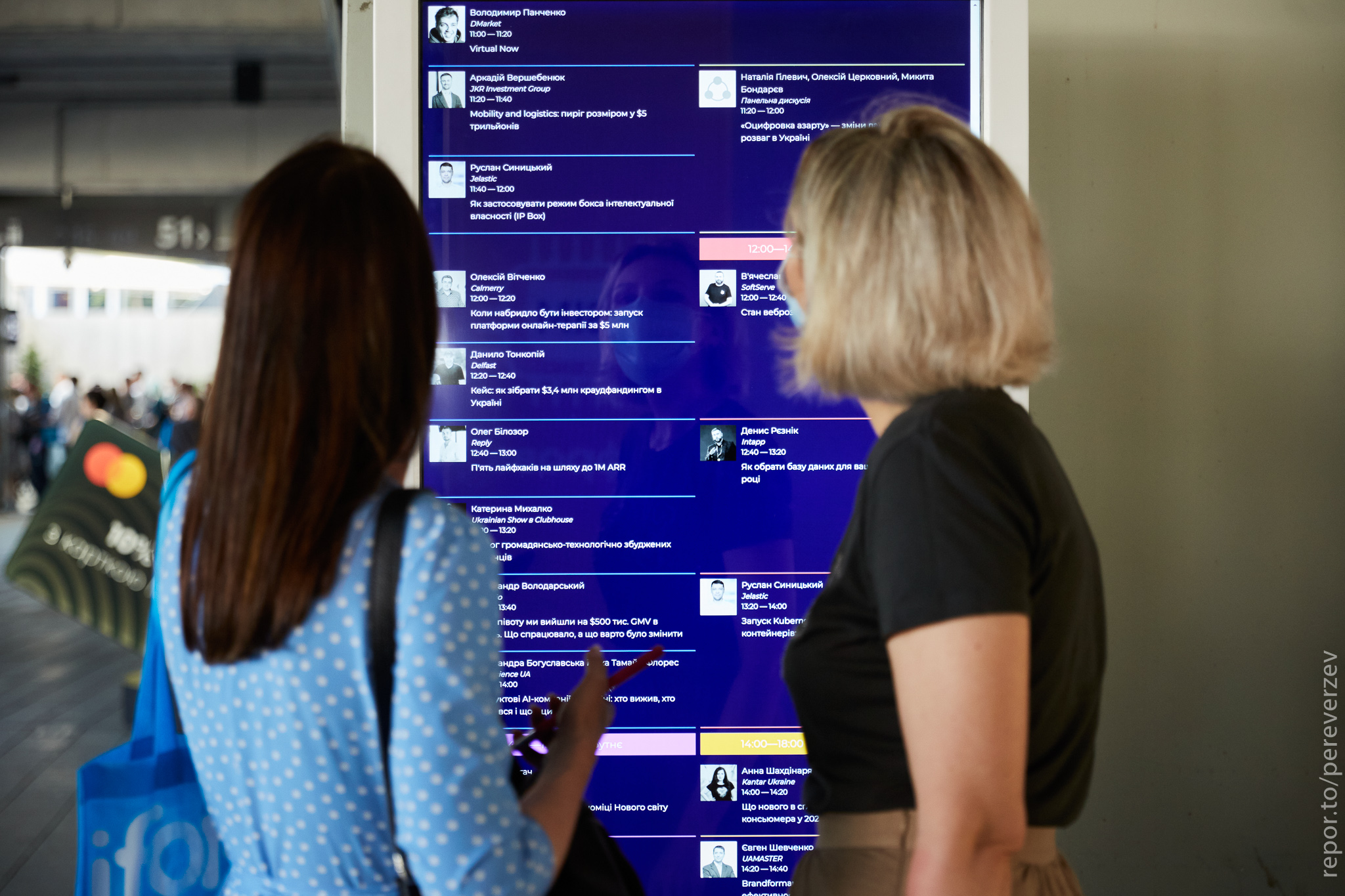
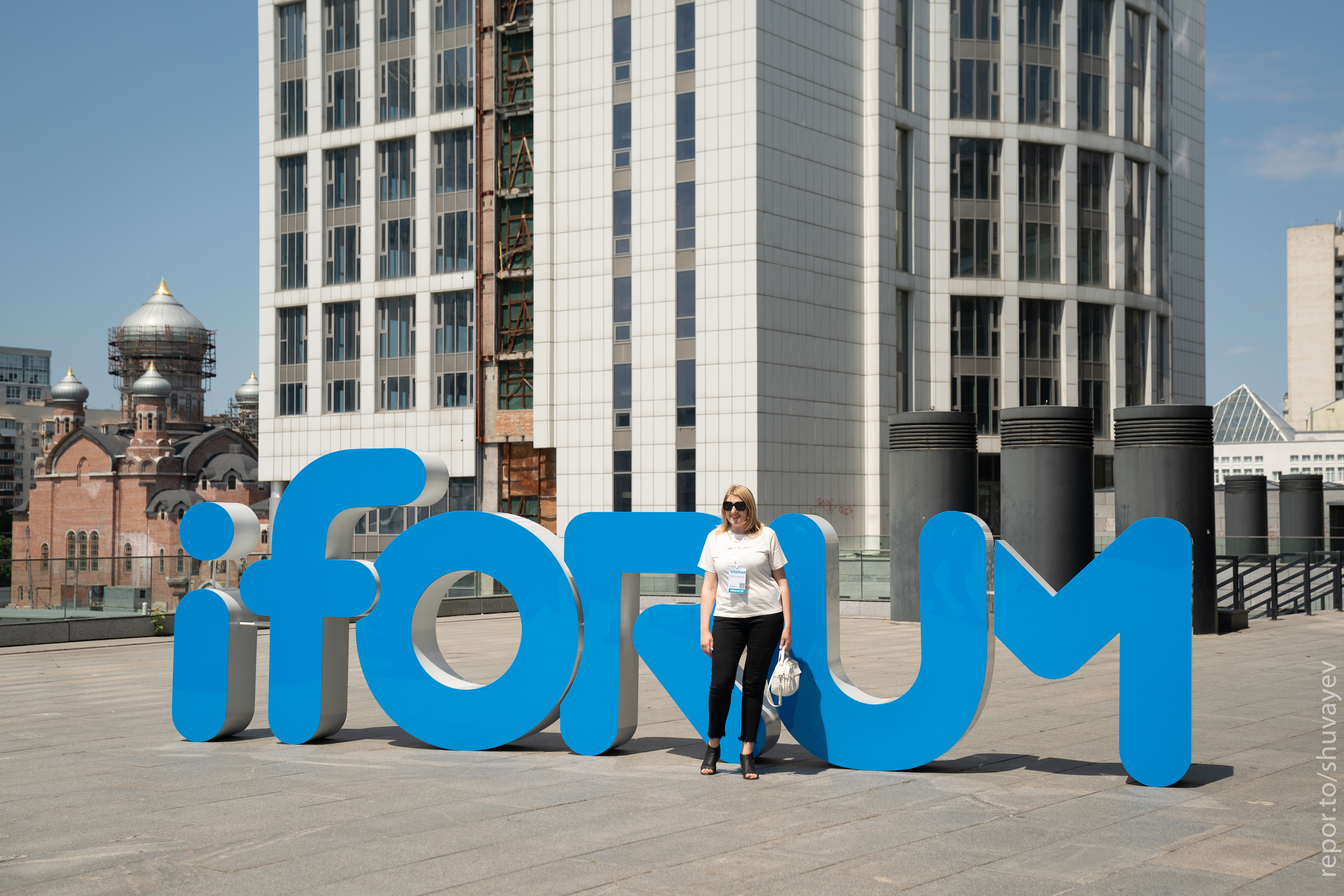
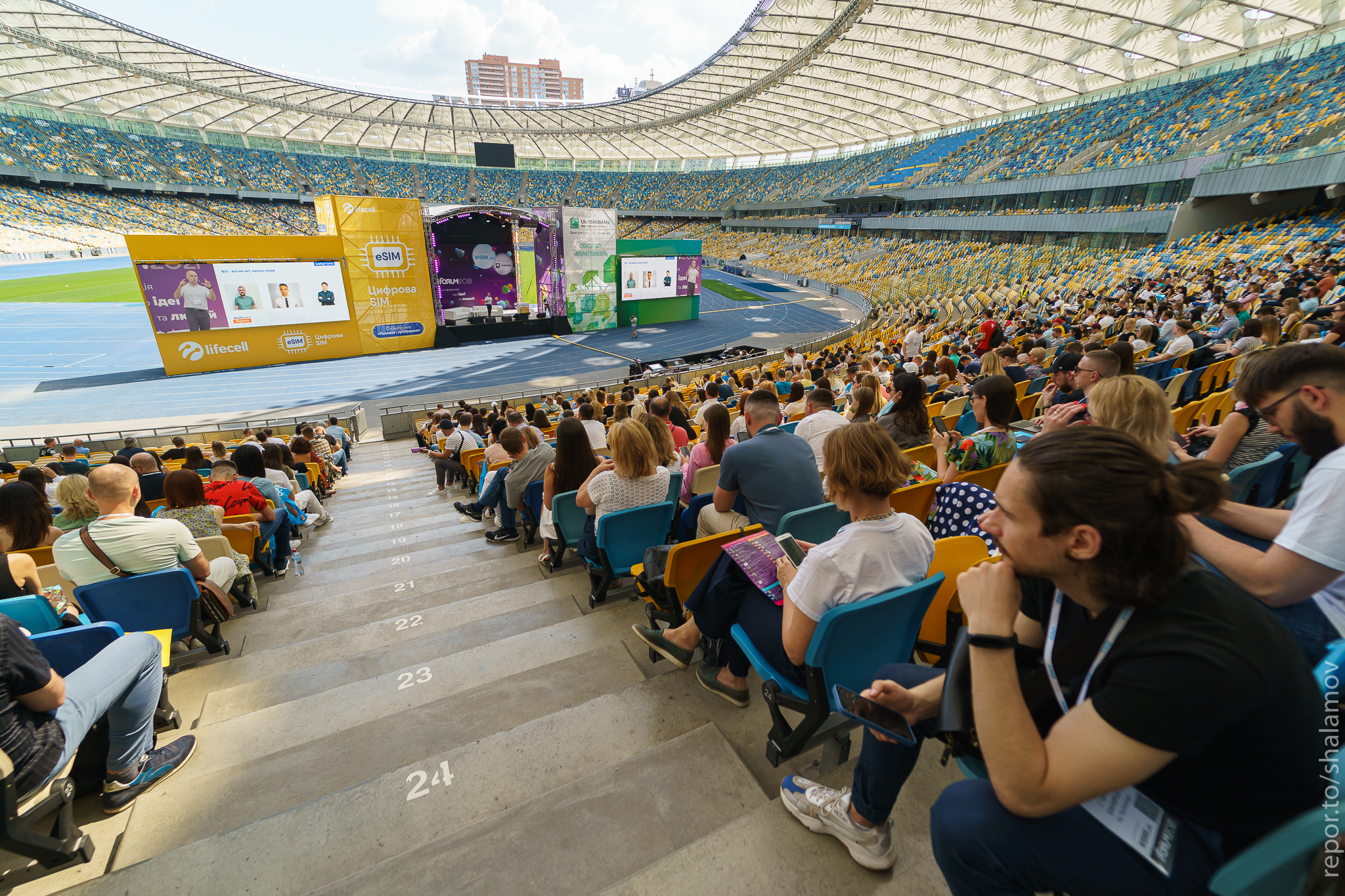
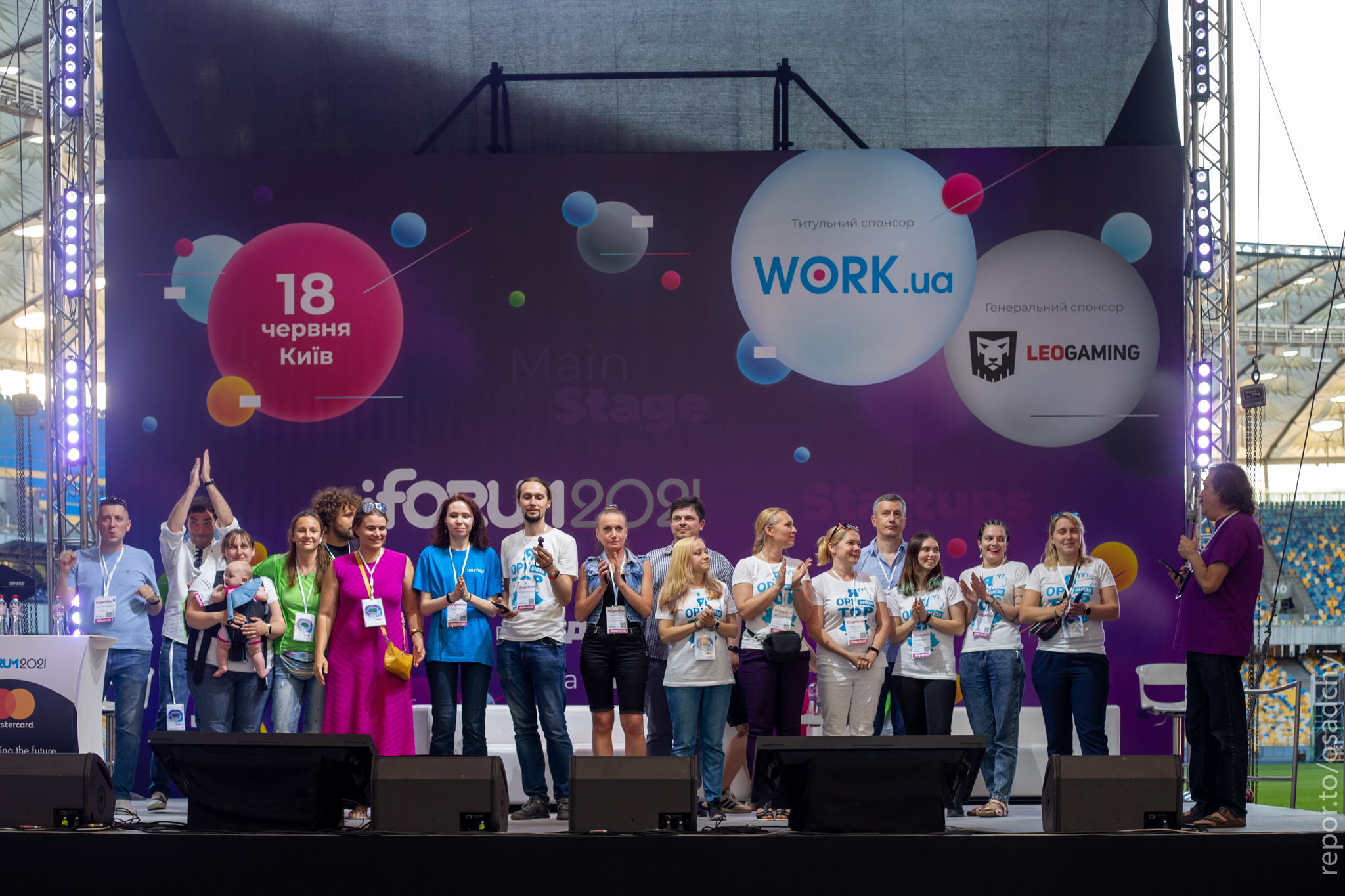
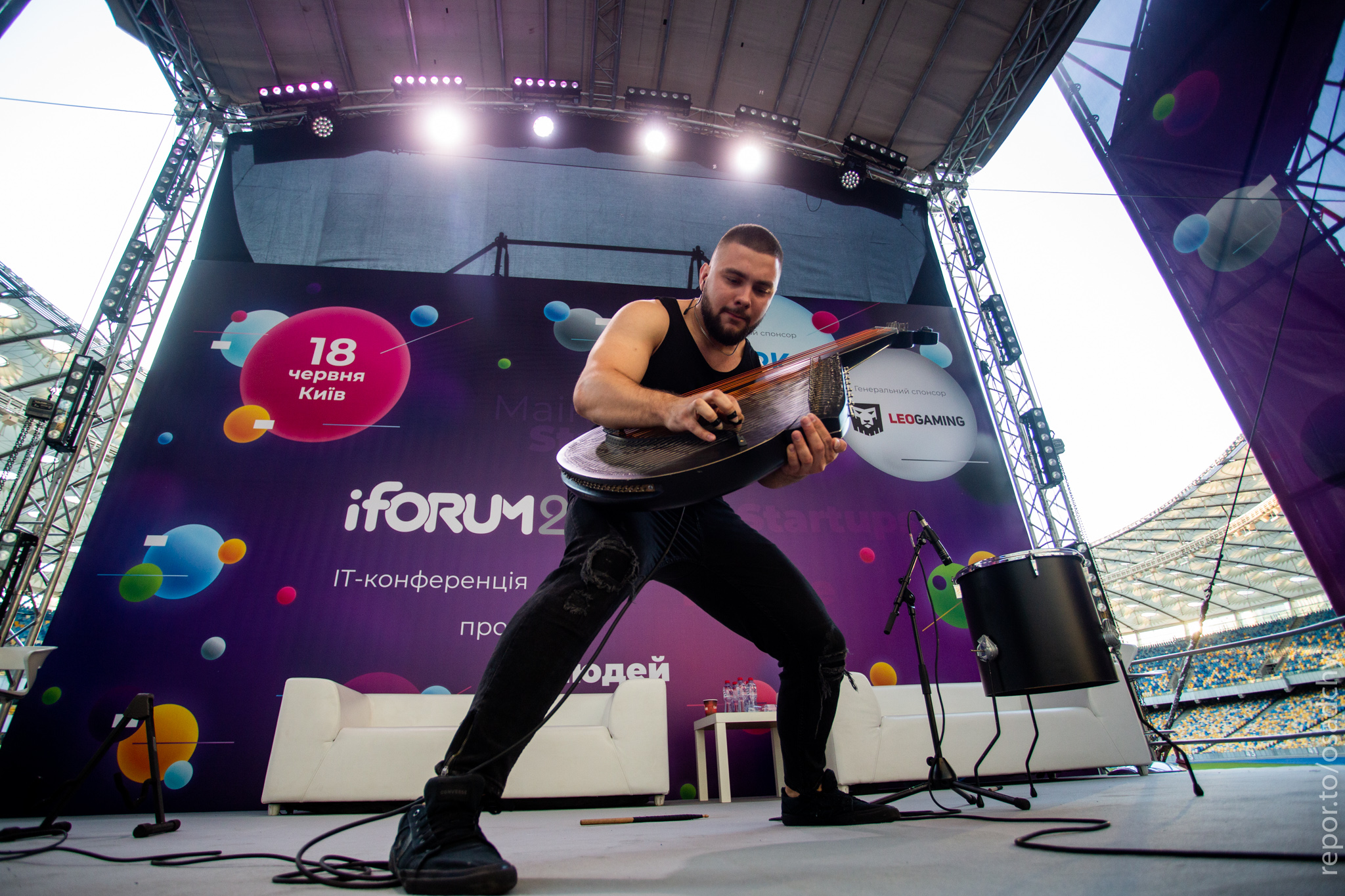
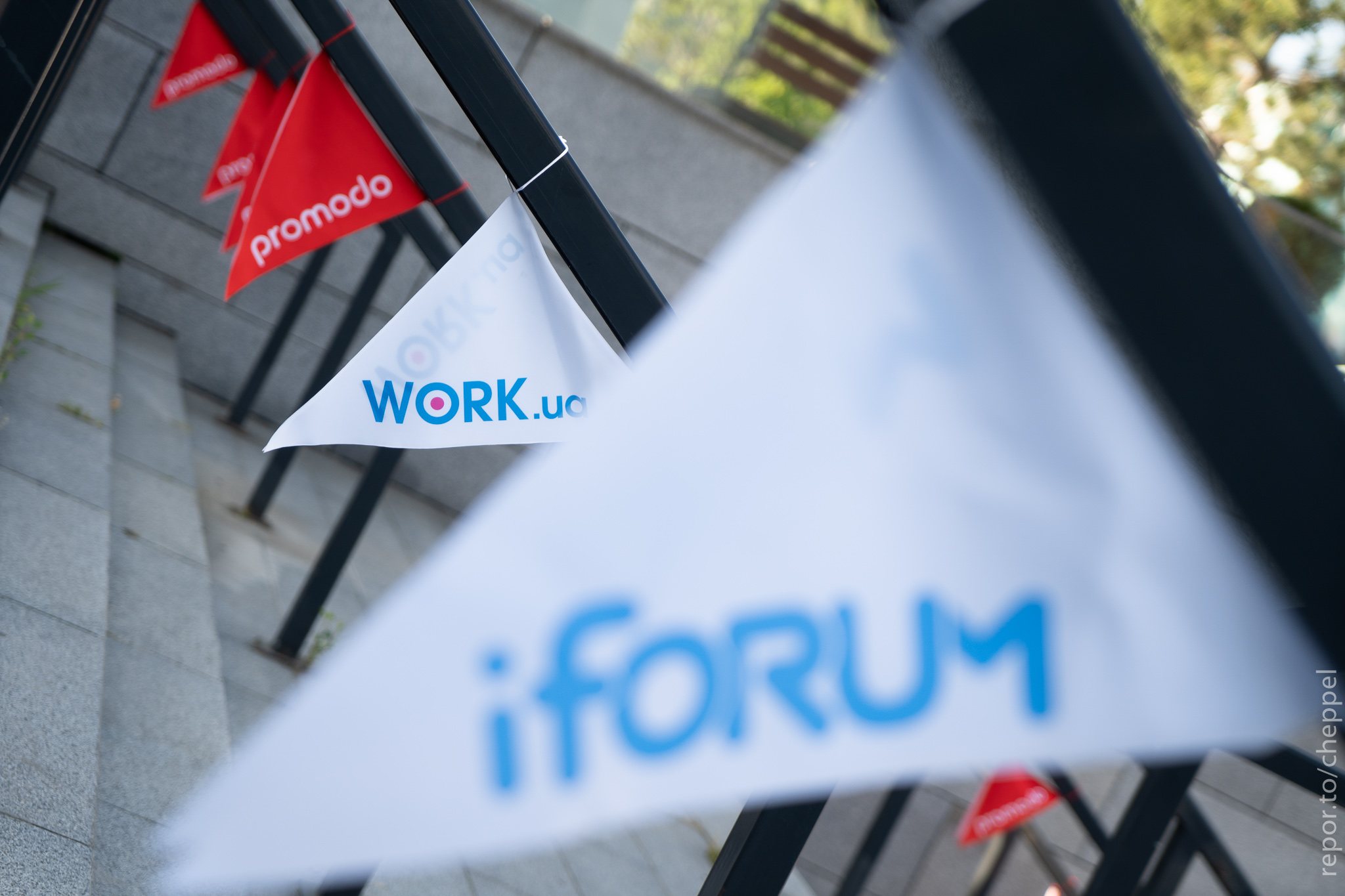

### Сайти конференції за роками
- Сайт iForum 2012
- Сайт iForum 2013
- Сайт iForum 2014
- Сайт iForum 2015
- Сайт iForum 2016
- Сайт iForum 2017
- Сайт iForum 2018
- Сайт iForum 2019
- Сайт iForum 2021
- Сайт з 10-річною історією iForum